# Canon
Canon Inc. (キヤノン株式会社?, Kyanon kabushiki gaisha) è una multinazionale giapponese con sede a Tokyo, nel quartiere di Ōta, in Giappone, specializzata in prodotti ottici, di immagini e anche di opere industriali, come obiettivi, fotocamere, apparecchiature mediche, scanner, stampanti e apparecchiature per la produzione di semiconduttori.
Canon ha una quotazione primaria alla Borsa di Tokyo ed è una costituente degli indici TOPIX Core30 e Nikkei 225. Ha una quotazione secondaria alla Borsa di New York.

## Nome
L'azienda era originariamente chiamata Seikikōgaku kenkyūsho (精機光学研究所, Precision Optical Industry Co.Ltd.). Nel 1934 produsse il Kwanon, un prototipo per la prima fotocamera da 35 mm con otturatore basato sul piano focale. Nel 1947 il nome dell'azienda fu cambiato in Canon Camera Co., Inc., abbreviato in Canon Inc. nel 1969. Il nome Canon deriva dal bodhisattva buddista Kannon (観音菩薩? "Guanyin"), precedentemente traslitterato come Kuanyin, Kwannon o Kwanon in inglese.

## Storia

### Dal 1937 al 1970
Le origini di Canon risalgono alla fondazione del Precision Optical Instruments Laboratory in Giappone nel 1937 da parte di Takeshi Mitarai, Goro Yoshida, Saburo Uchida e Takeo Maeda. Durante i suoi primi anni l'azienda non disponeva di strutture per produrre il proprio vetro ottico e le sue prime fotocamere incorporavano obiettivi Nikkor della Nippon Kogaku K.K. (successivamente nota come Nikon Corporation).
Tra il 1933 e il 1936 'The Kwanon', una copia del design Leica e prima fotocamera giapponese da 35 mm con otturatore sul piano focale, fu sviluppata in forma di prototipo. Nel 1940 Canon sviluppò la prima fotocamera a raggi X indiretta del Giappone. Nel 1958 introdusse un obiettivo zoom di campo per le trasmissioni televisive e l'anno successivo la Reflex Zoom 8, la prima cinepresa al mondo con un obiettivo zoom, e la Canonflex.
La Canon produsse dal 1960 al 1980 circa, la Canonet, una fotocamera a telemetro.

Nel 1961 lanciò la fotocamera Rangefinder, Canon 7 e l'obiettivo 50mm 1:0,95 con uno speciale attacco a baionetta. Nel 1964 introdusse la "Canola 130", la prima calcolatrice giapponese a 10 tasti, un sostanziale miglioramento del design della società britannica Bell Punch, che due anni prima aveva presentato la prima calcolatrice completamente elettronica con l'unità Sumlock Anita Mark 8. Nel 1965 Canon presentò la Canon Pellix, una fotocamera reflex a lente singola (SLR) con uno specchio fisso semitrasparente che consentiva di scattare foto attraverso di esso.

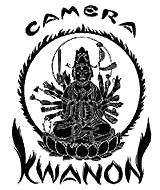
Logo del 1934 raffigurante il Bodhisattva Kwan'on
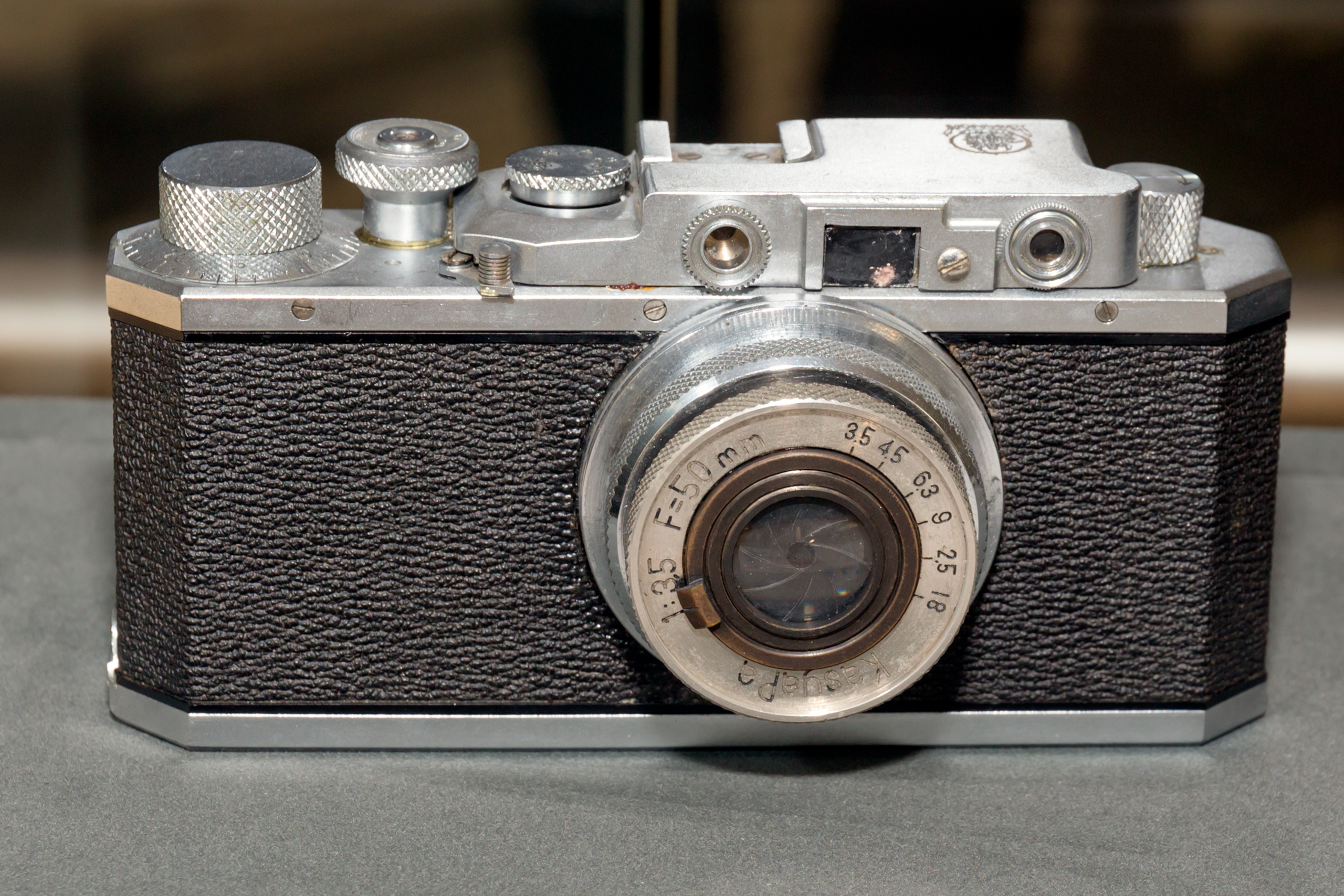
Fotocamera Kwanon (replica) con obiettivo Kasyapa
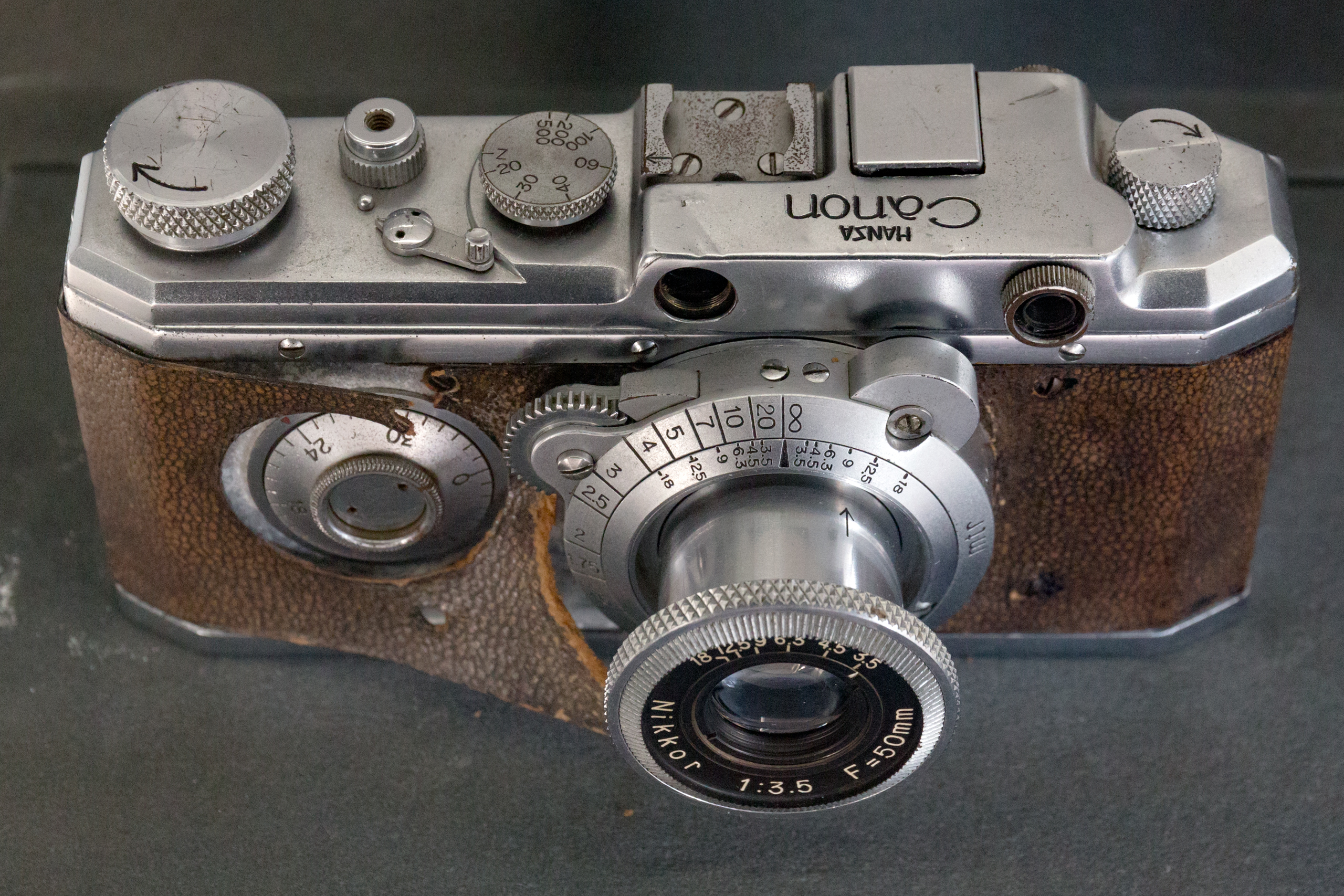
Hansa Canon con l'obiettivo Nikkor 50mm f / 3.5
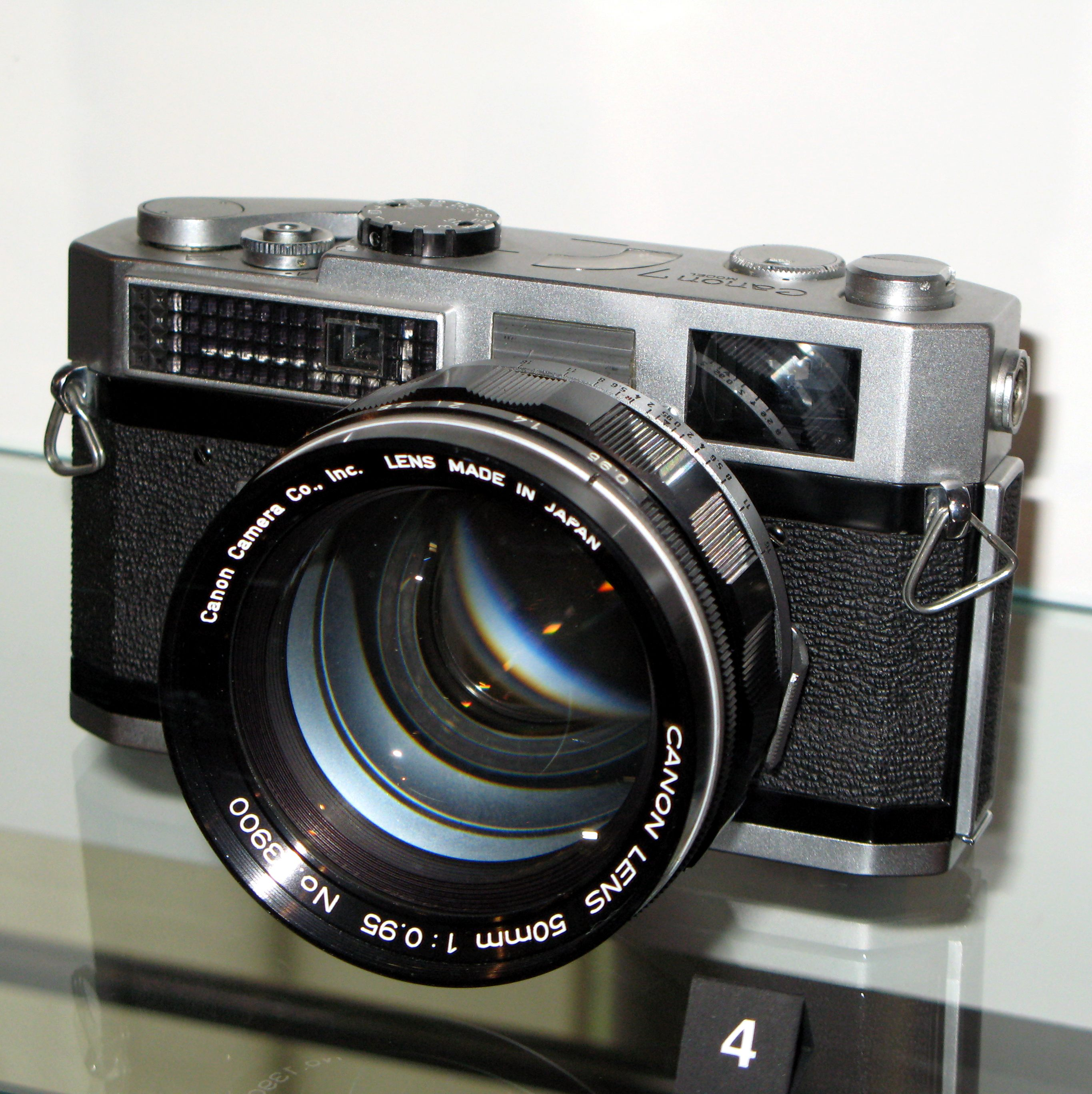
Canon 7 con obiettivo Canon 50mm f / 0.95
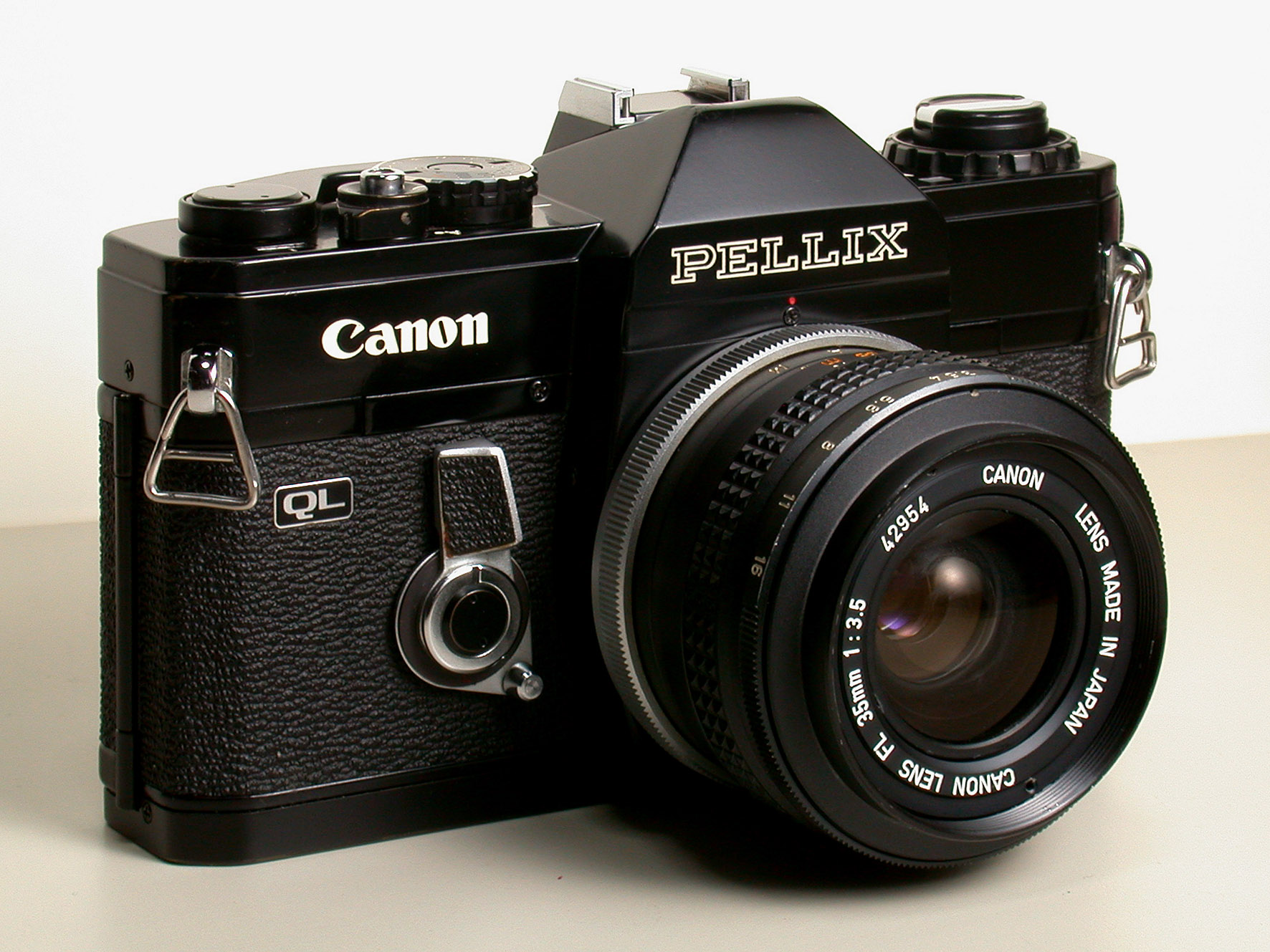
Canon Pellix

### Dal 1970 al 2009
Nel 1971, Canon introdusse la Canon F-1, una fotocamera SLR di fascia alta e la gamma di obiettivi FD.
Sempre nel 1971 produsse la Canon FTb, sorella minore della professionale F1, mentre nel 1976 lanciò la Canon AE-1.
Nel 1981 Canon introdusse la Canon New F-1. Nel 1982, sulla rivista National Geographic apparvero per la prima volta gli annunci cartacei "Wildlife as Canon Sees It". Canon ha introdotto la sua stampante a getto d'inchiostro con tecnologia a getto di bolle nel 1985.
Nel 1986 presento la Canon T80, la prima fotocamera reflex 35mm autofocus con obiettivo singolo.
Nel 1987 (un anno dopo HP) presentò il suo sistema elettro-ottico (EOS, dal nome della dea dell'alba) e la fotocamera SLR con messa a fuoco automatica Canon EOS 650. Nello stesso anno venne fondata la Canon Foundation. Nel 1988 Canon introdusse la "filosofia Kyosei". L'anno successivo lanciò la linea EOS 1 Flagship Professional SLR e venne presentata EOS RT, la prima reflex AF al mondo con uno specchio a pellicola fisso semitrasparente.
Nel 1992, Canon lanciò la EOS 5, la prima fotocamera in assoluto con AF controllato a occhio e la PowerShot 600, la sua prima fotocamera digitale. Nel 1995, Canon introdusse il primo obiettivo SLR disponibile in commercio con stabilizzazione interna dell'immagine, l'obiettivo Canon EF 75–300 mm f / 4-5.6 IS USM. Canon EOS-RS era all'epoca la fotocamera SLR AF più veloce al mondo con una velocità di scatto continuo di 10 fotogrammi al secondo. Basato su EOS-1N, EOS-1N RS ha uno specchio a pellicola semitrasparente fisso con rivestimento duro. Nel 1996, Canon presentò una fotocamera digitale tascabile con l'Advanced Photo System, denominata ELPH in America e IXUS in Europa. Canon è entrata nel mercato delle videocamere digitali nel 1997.
Nel 2004, Canon introdusse il proiettore LCD XEED SX50 e l'anno dopo, la sua prima videocamera ad alta definizione.

Nel novembre 2009, Canon ha fatto un'offerta di 730 milioni di euro (1,1 miliardi di dollari) in contanti per il produttore di stampanti olandese Océ. Canon ha poi acquisito la maggioranza della proprietà di Océ al marzo 2010 e completato l'acquisizione del 100% delle azioni verso la fine del 2011.

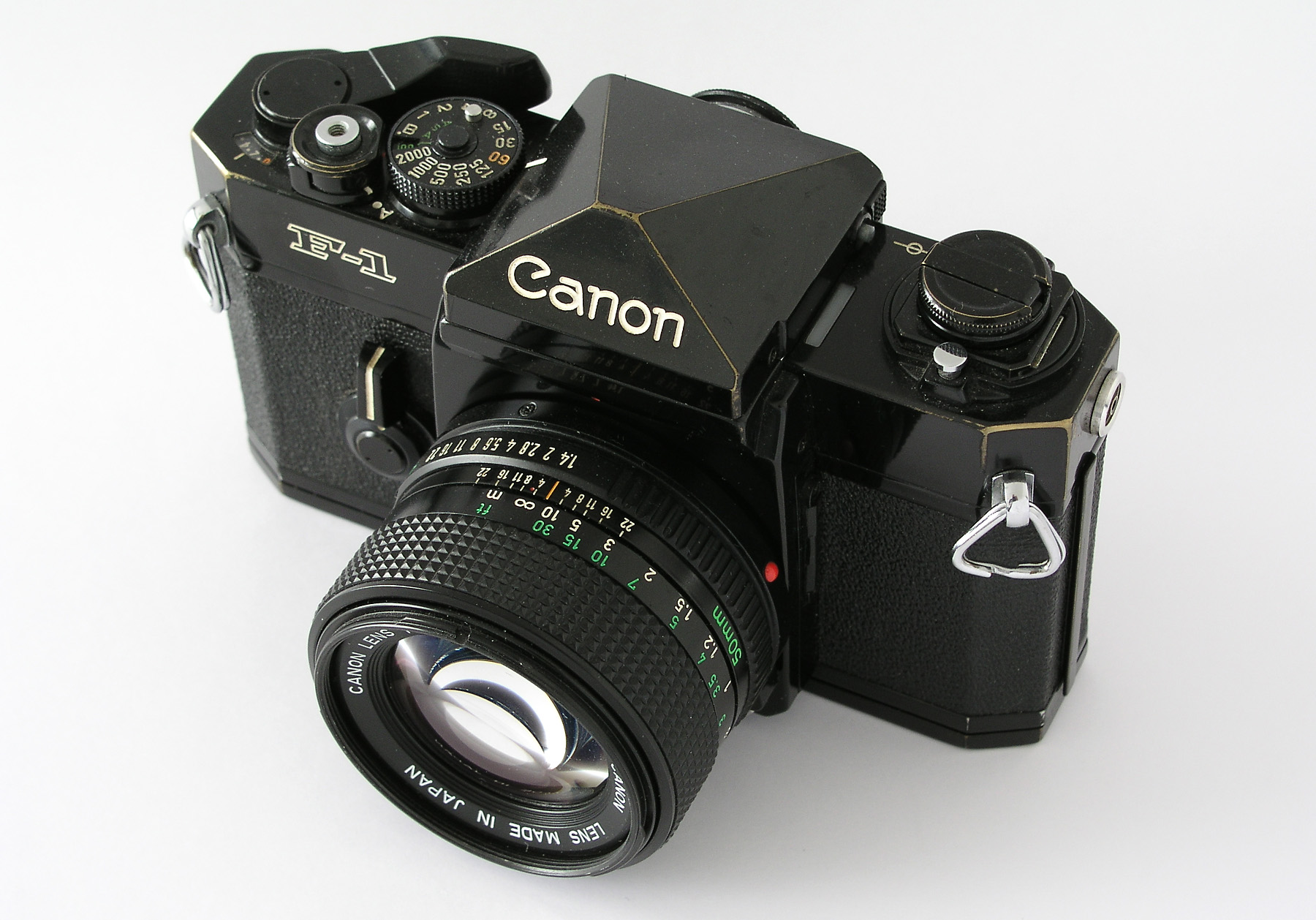
Canon F1
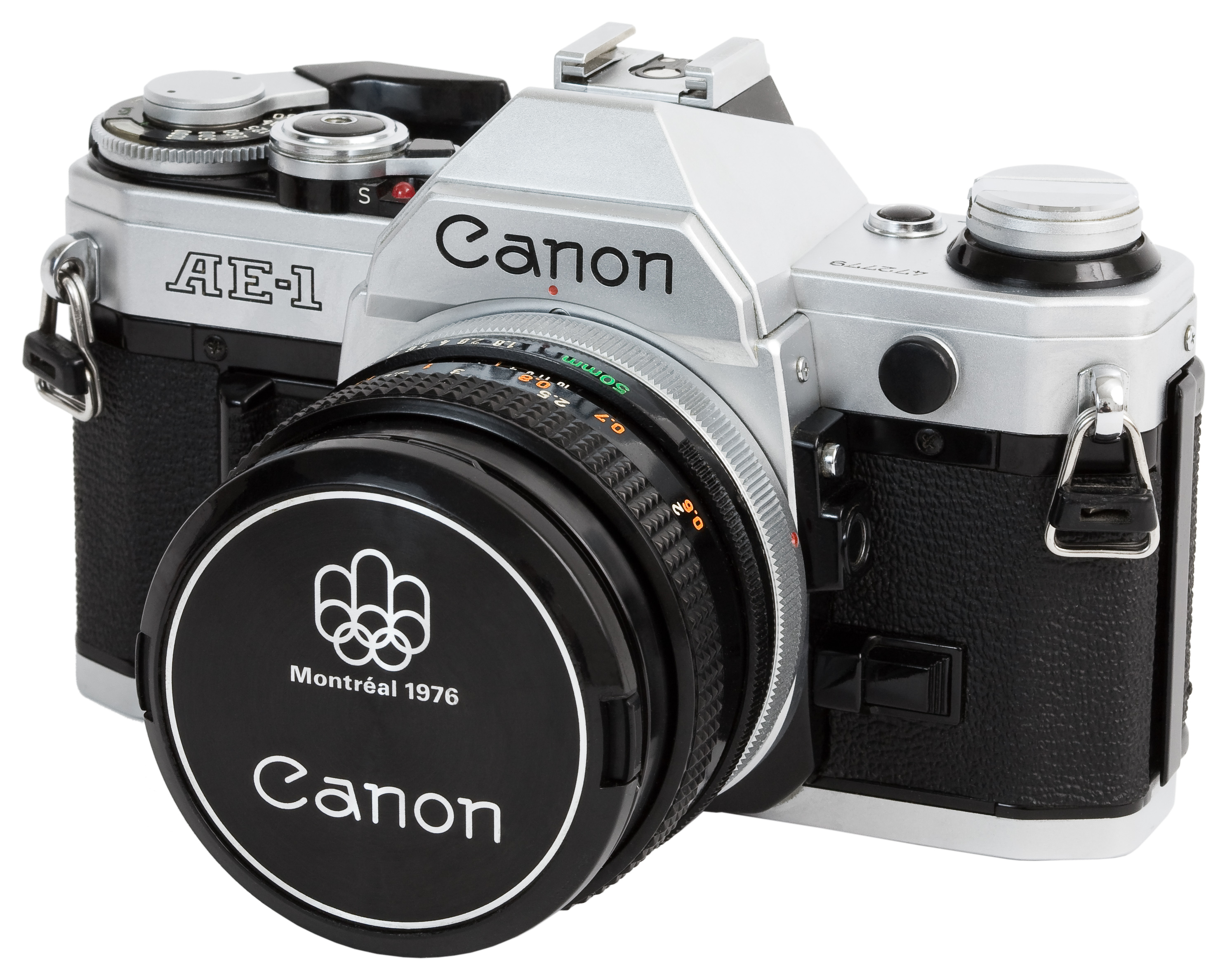
Canon AE-1
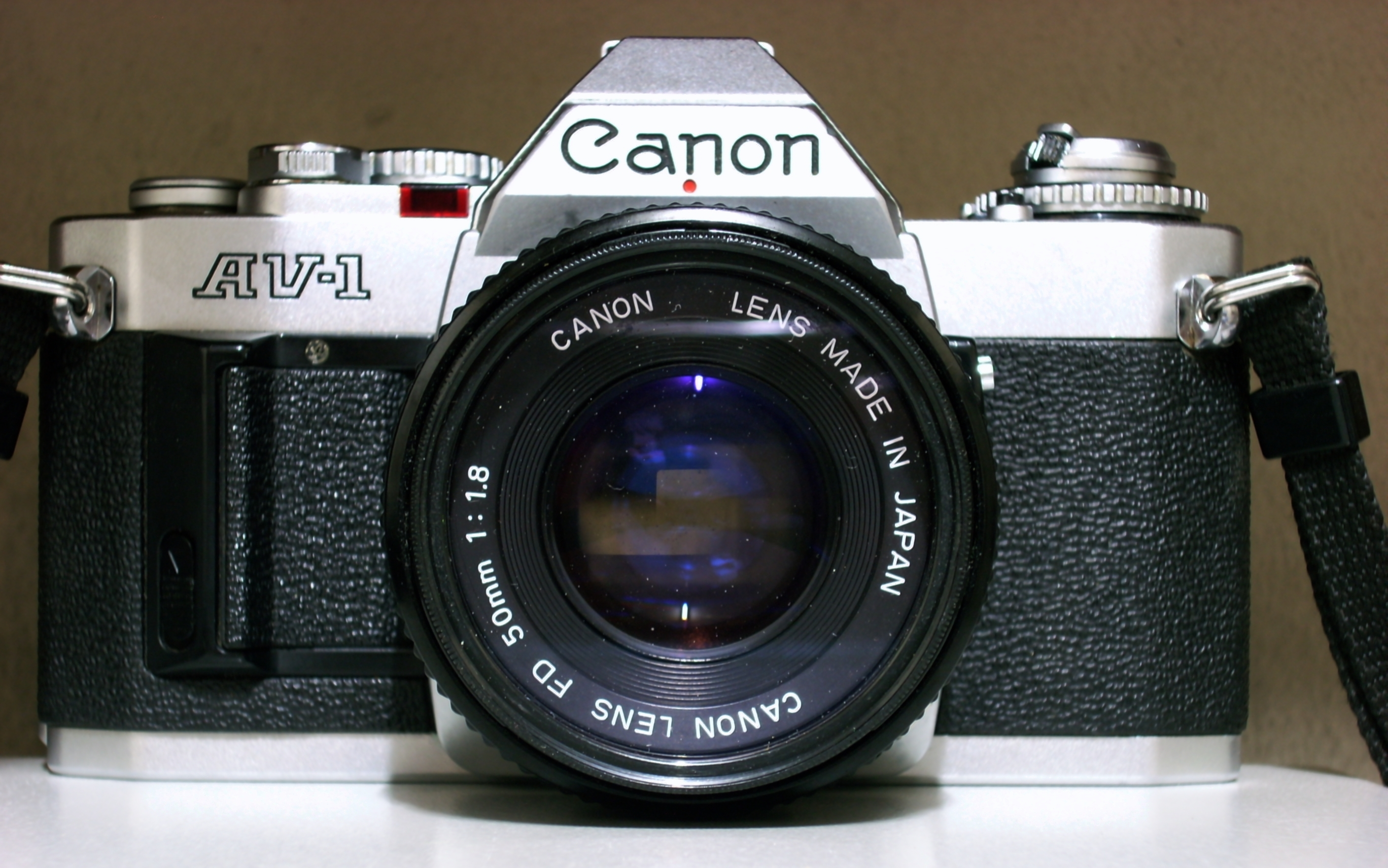
Canon AV-1
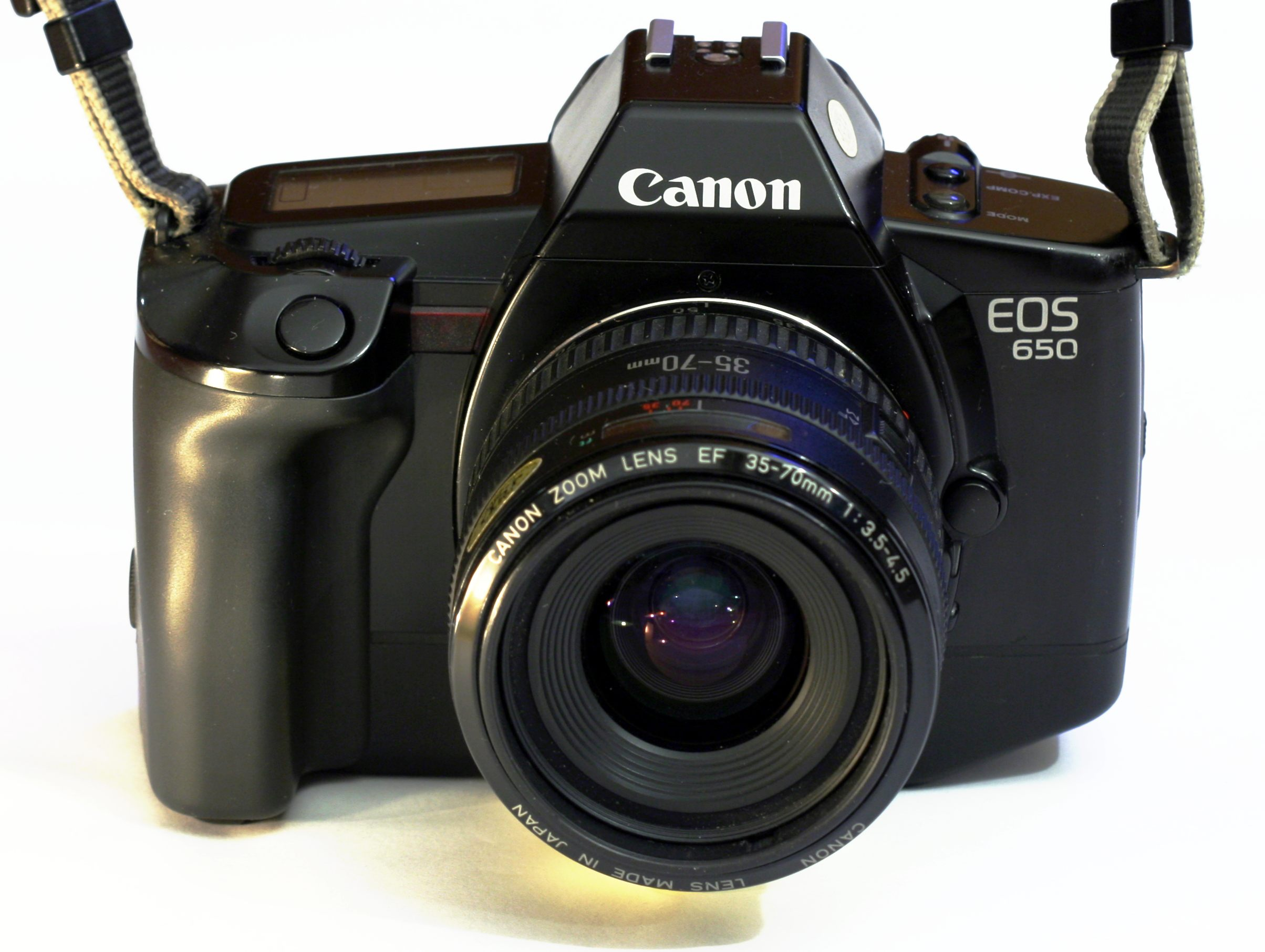
Canon EOS 650
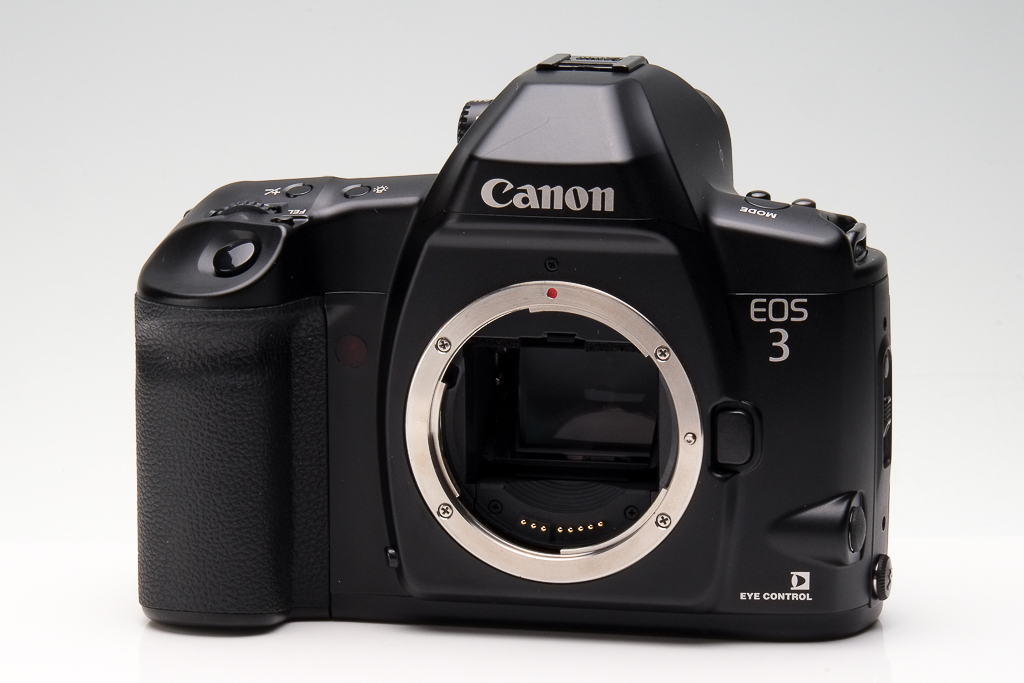
Canon EOS 3
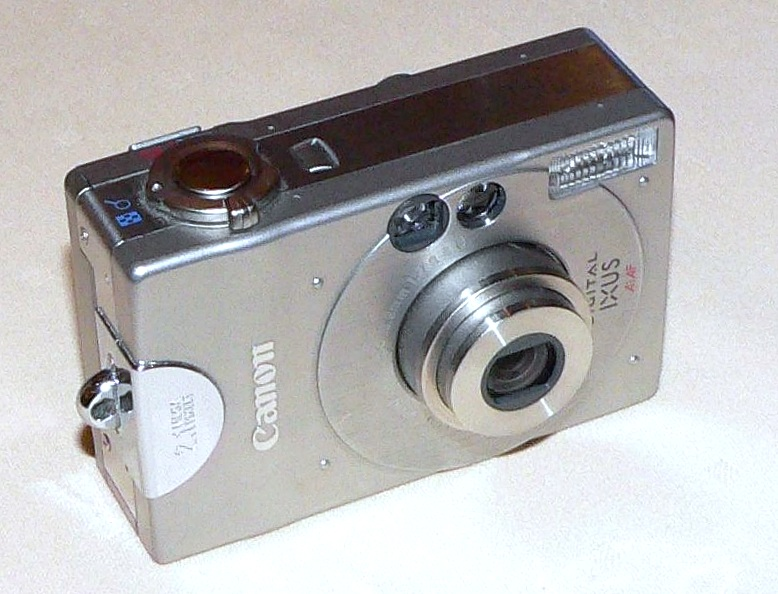
Canon Digital IXUS originale

### Dal 2010 ad oggi
Nel 2010, Canon acquisì Tereck Office Solutions, Inc.
Il 16 marzo 2010, Canon annunciò che stava cercando di acquisire un nuovo dominio di primo livello generico .canon, acquisendolo nel febbraio 2015 e utilizzandolo per la prima volta sul suo sito web globale nel maggio 2016.
Nel terzo trimestre del 2012, la quota di mercato globale di Canon nella vendita di stampanti, fotocopiatrici e dispositivi multifunzione era del 20,90%.
All'inizio del 2013, Canon USA si è trasferita nel nuovo quartier generale da 500 milioni di dollari a Melville, borgo nello Stato di New York.
Nel febbraio 2014, Canon ha annunciato che avrebbe acquisito Molecular Imprints Inc., azienda texana sviluppatrice di sistemi di litografia a nanostampa, per una somma che si aggirava intorno ai 98 milioni di dollari.
Il 13 giugno 2014, Canon ha annunciato di aver acquisito Milestone Systems, società danese di software per la sorveglianza IP VMS. Milestone fornisce software open-platform per consentire la gestione dei video di vari fornitori in un'unica interfaccia; ciò è motivo per il quale la società ha continuato a operare come entità separata.
Il 10 febbraio 2015, Canon ha annunciato l'intenzione di acquistare Axis Communications, produttore svedese di telecamere di sicurezza, per 2,83 miliardi di dollari. Il 23 febbraio 2015, Axis Communications ha reagito alla notizia, confermando di aver ricevuto una proposta di acquisto da Canon. L'acquisto è stato effettivamente completato nell'aprile 2015.
Il 24 aprile 2015, Canon Europe ha annunciato di aver acquisito la startup londinese Lifecake.
Nel novembre 2015, Canon USA ha intentato una causa contro un certo numero di rivenditori di attrezzature per fotocamere nel tentativo di fermare la vendita in nero delle stesse. I rivenditori includono Get It Digital, All New Shop e F&E Trading.
Nel marzo 2016, Canon ha acquisito la divisione Medical Systems di Toshiba per 5,9 miliardi di dollari.
Il 28 marzo 2017, Canon Europe ha annunciato di aver acquisito la startup londinese di stampa Kite.
Il 2 aprile 2019, Canon ha presentato due nuovi obiettivi zoom portatili UHDgc da 2/3 pollici progettati per le telecamere broadcast UHD 4K.
Nel luglio 2020, Canon ha registrato la sua prima perdita trimestrale in assoluto a causa del COVID-19.
Nel settembre 2020, Fujitsu ha annunciato che fornirà a Canon un'unità Fujitsu Supercomputer PRIMEHPC FX1000, per assistere la sua iniziativa di produzione di sviluppo senza prototipi.

## Prodotti
I prodotti Canon includono fotocamere (incluse fotocamere digitali compatte, telecamere, SLR a pellicola e SLR digitali), videocamere, obiettivi, apparecchiature e soluzioni per la trasmissione (come le soluzioni free viewpoint), display professionali, proiettori, apparecchiature di produzione (comprese apparecchiature per fotolitografia come stepper e scanner), stampanti, fotocopiatrici, scanner di immagini, scanner di microfilm digitali, fax, binocoli, microscopi, apparecchiature mediche (inclusi sistemi diagnostici come scanner a ultrasuoni, raggi X, TC e MRI e apparecchiature oftalmiche), soluzioni CCTV, sensori di immagine, calcolatrici, dispositivi di misurazione e posizionamento ad alta precisione (come gli encoder rotativi), componenti ottici personalizzati, terminali portatili, sistemi di realtà mista, software e satelliti spaziali.

### Fotocamere digitali
Canon produce e distribuisce fotocamere digitali dal 1984, a partire dalla RC-701. La serie RC è stata seguita dalle serie di fotocamere digitali PowerShot e Digital IXUS. Canon ha anche sviluppato la serie di fotocamere reflex digitali a lente singola (DSLR) EOS, che include modelli professionali di fascia alta.

A causa del passaggio dei consumatori dalle fotocamere compatte agli smartphone, l'utile operativo di Canon nel primo trimestre 2013 è diminuito del 34% rispetto all'anno precedente.

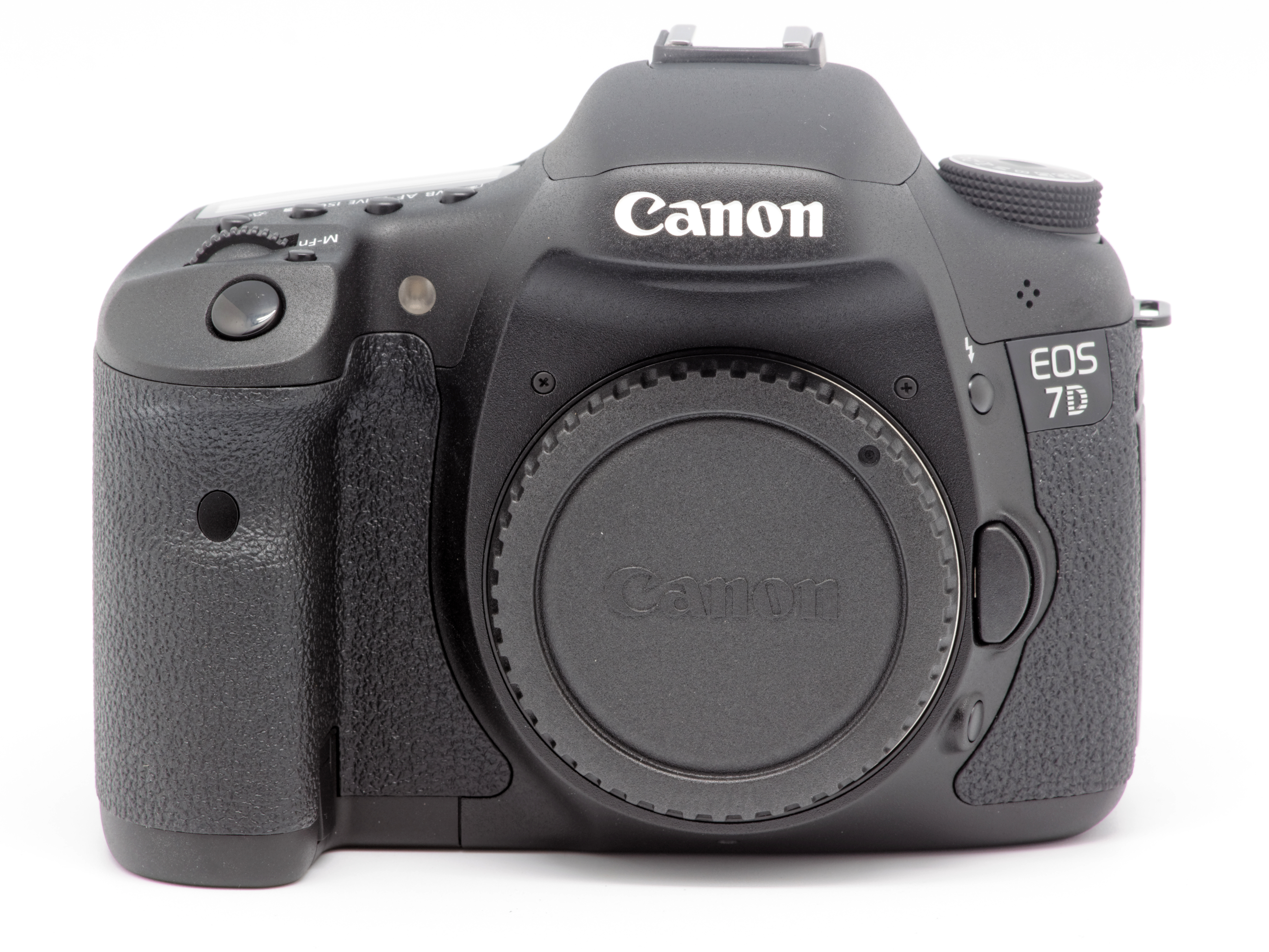
Canon EOS 7D
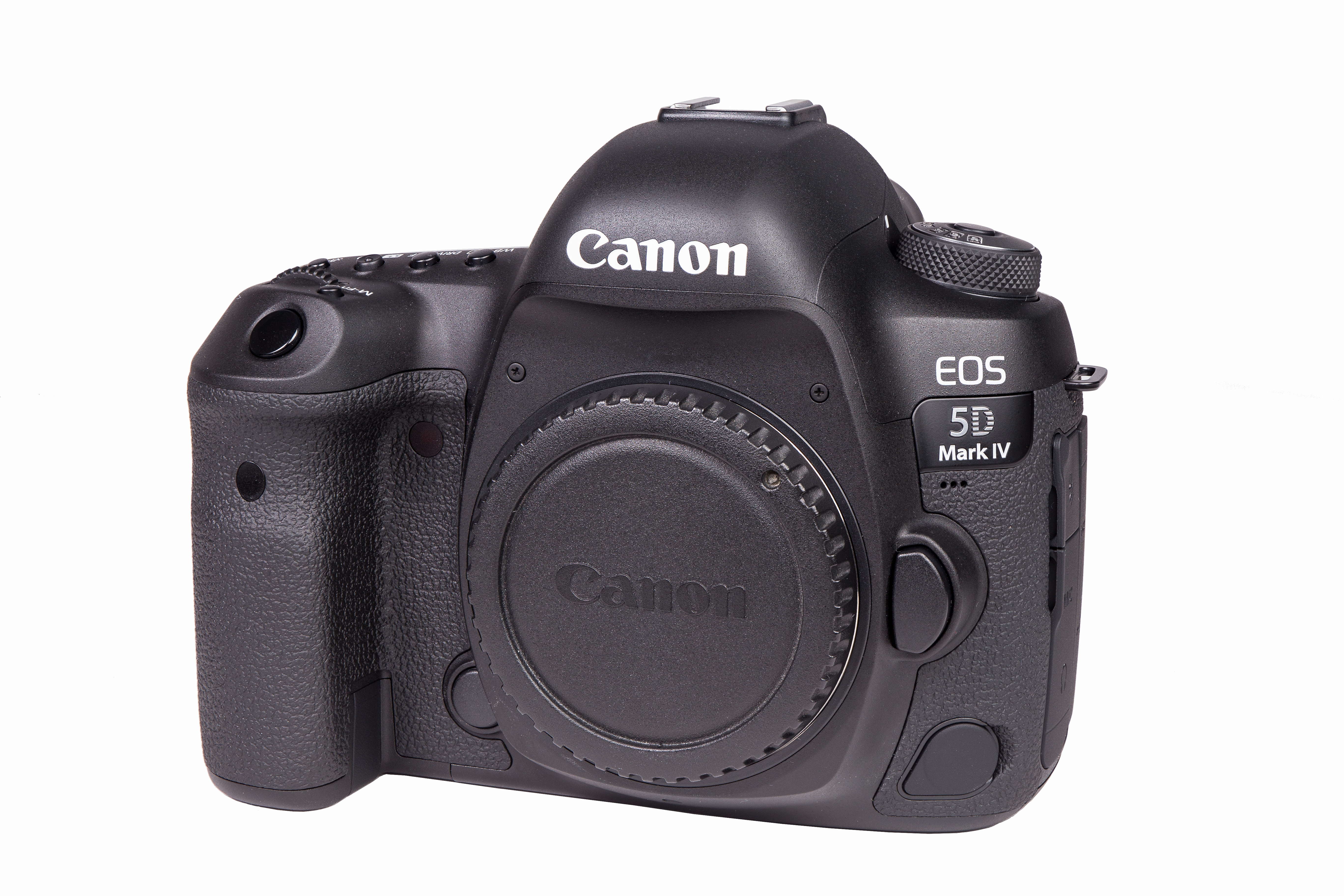
Canon EOS 5D Mark IV
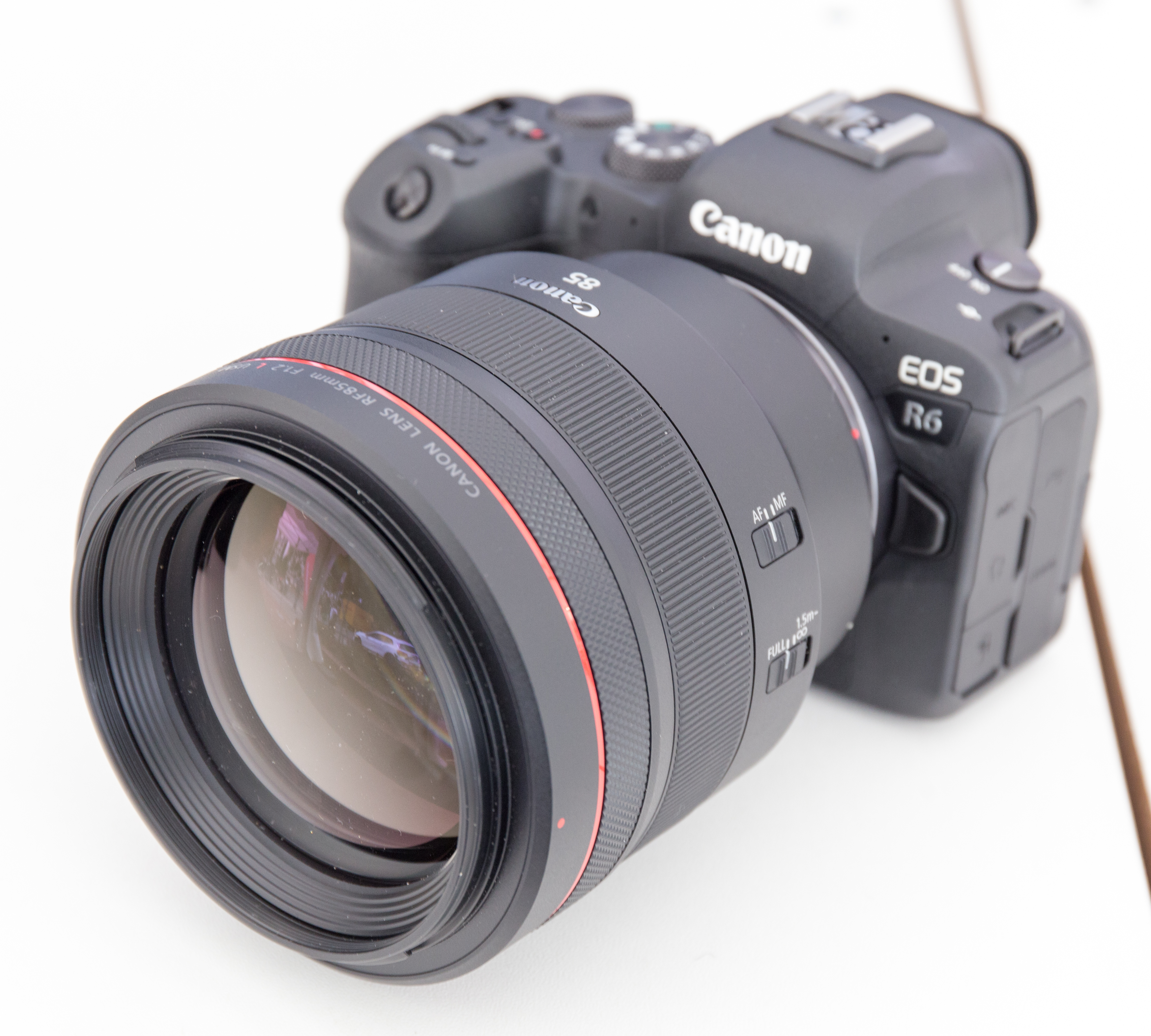
Canon EOS R6
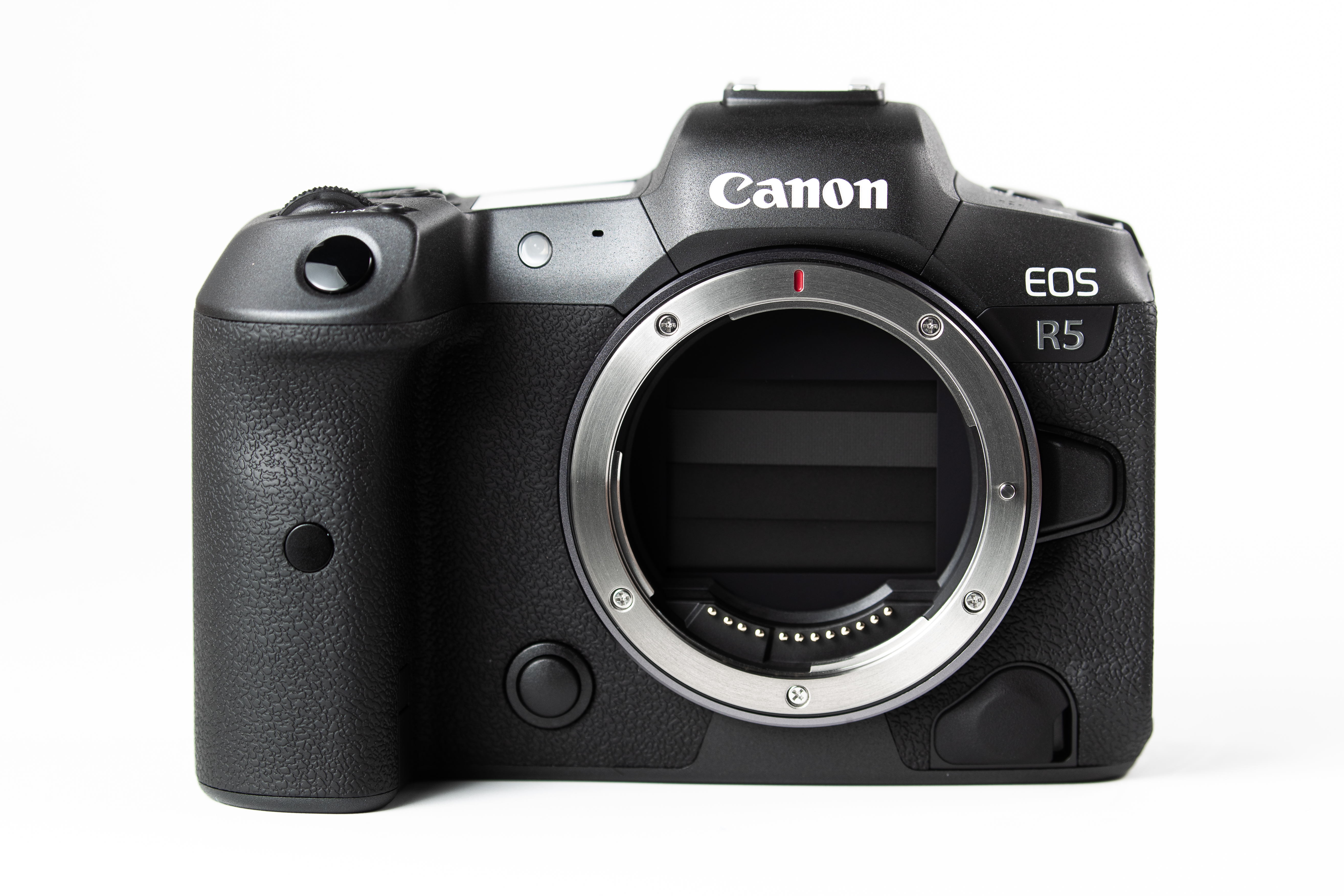
Canon EOS R5
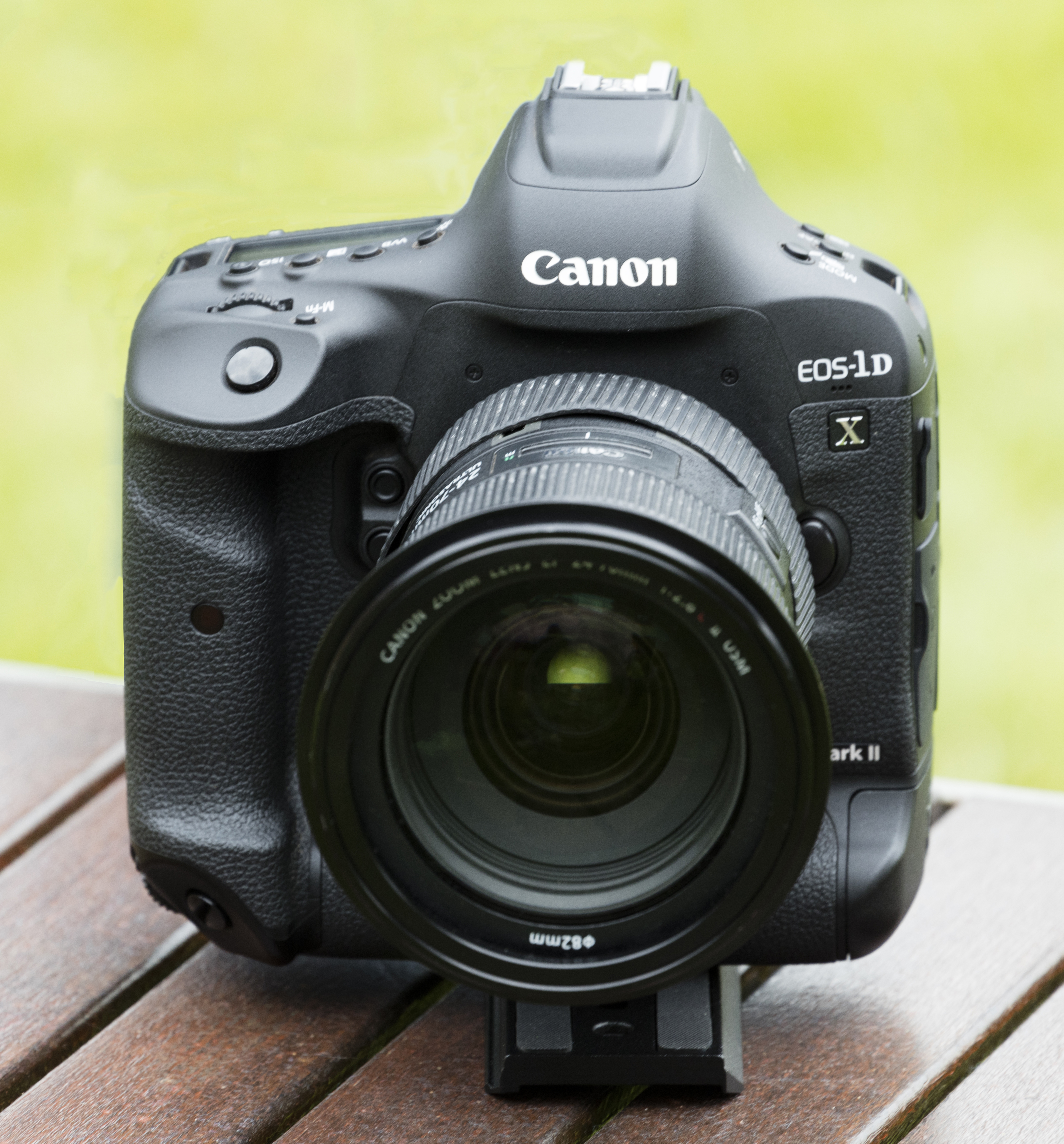
Canon EOS-1D X Mark II
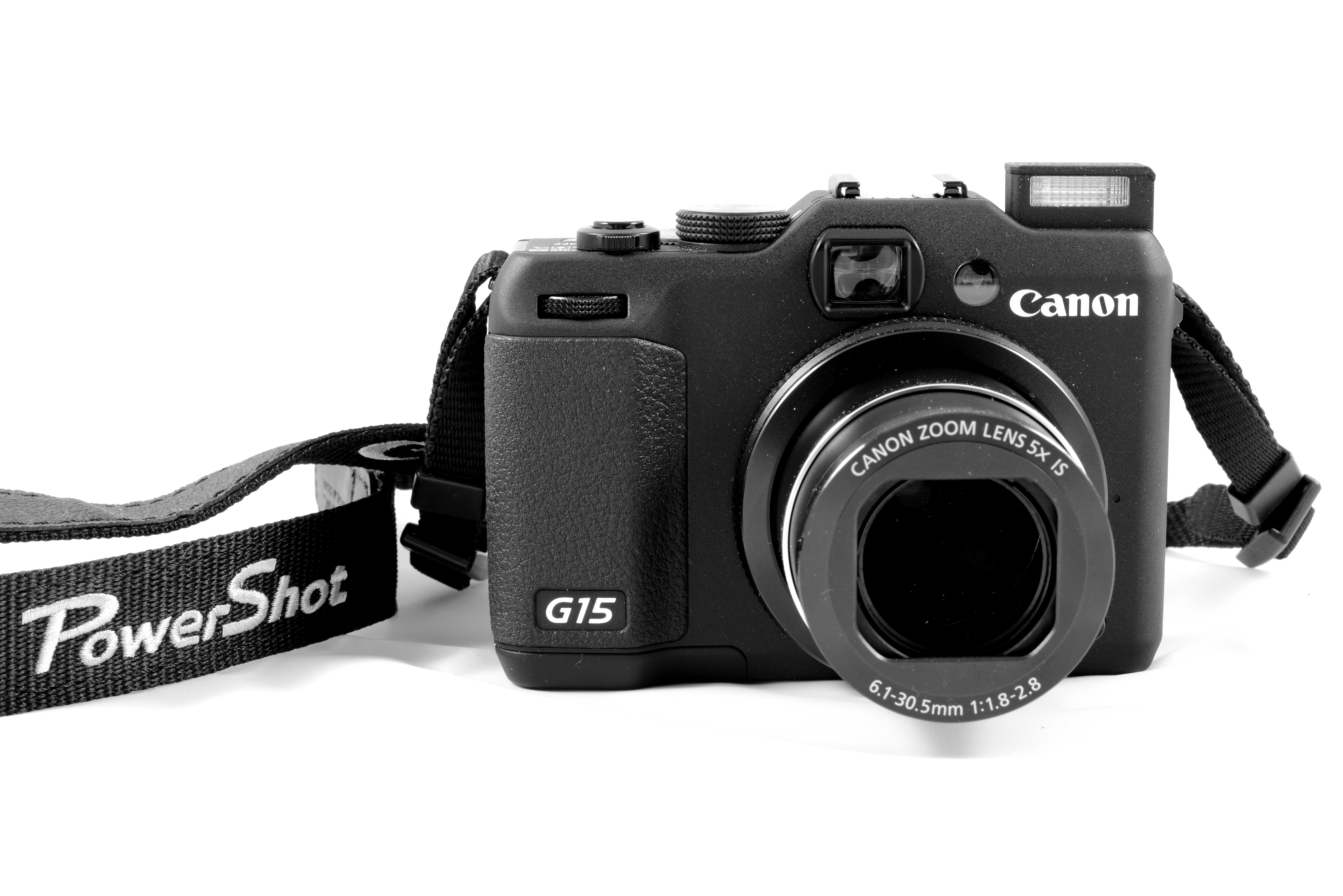
Canon PowerShot G15
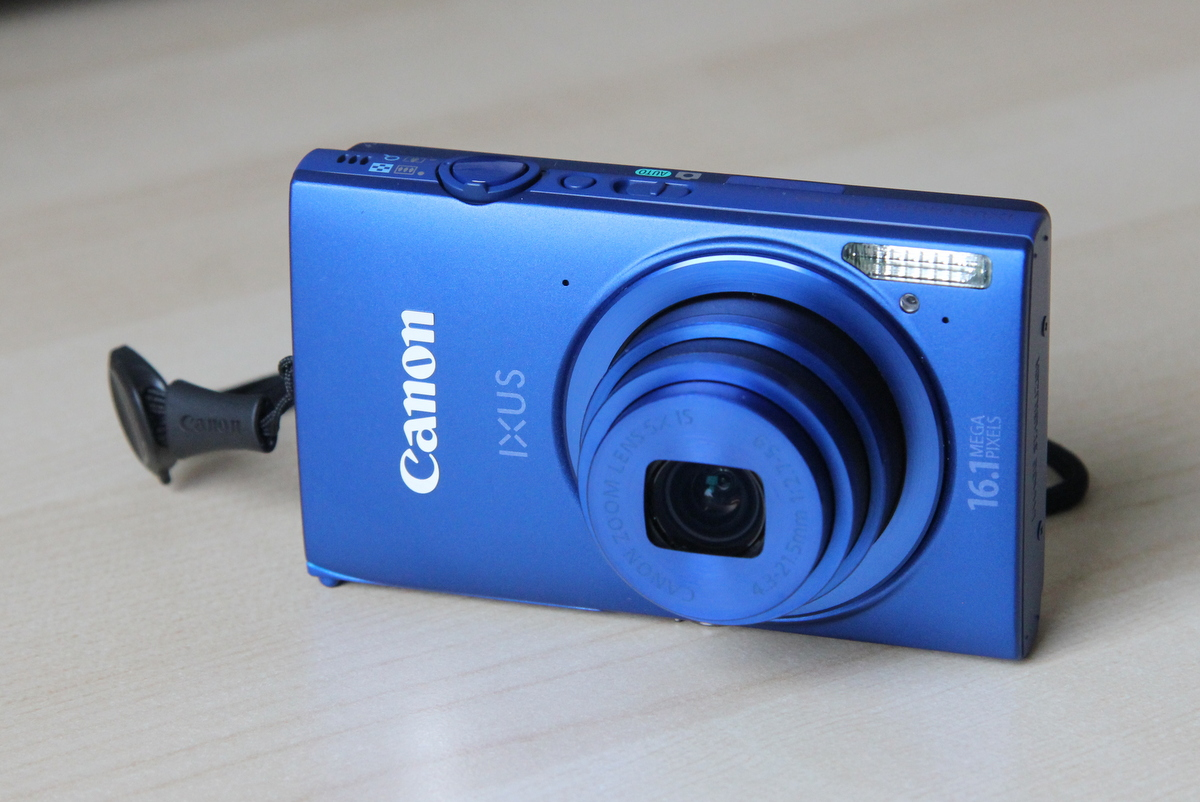
Canon Ixus 240 HS

### Unità flash
Canon produce una gamma di unità flash ad alta potenza per le sue fotocamere DSLR, tra cui gli Speedlite 270EX, 320EX, 430EX, 580EX e 580EX II e lo Speedlite Canon 600EX-RT. Canon produce anche unità flash macro tra cui Macro Twin Lite e Macro Ring Lite.

### Sensore di immagine CMOS
Canon progetta e produce internamente sensori CMOS per i propri prodotti di imaging e ha tre fabbriche dedicate in Giappone. Nel 2016, Canon, che era il quinto produttore di sensori di immagine al mondo, ha deciso di iniziare a vendere i sensori ad altre società. Tuttavia, non prevede di vendere sensori di immagine per smartphone, nella volontà di concentrarsi sui mercati di nicchia come l'osservazione industriale e spaziale.
Sebbene Canon si fosse ritirata dalla cosiddetta "competizione sul conteggio dei pixel" negli anni 2000, negli ultimi anni è stata all'avanguardia per quanto riguarda la risoluzione del sensore di immagine. Una demo di un sensore di immagine da 250 MP è stata rivelata nel 2015, il cui lancio, secondo quanto riferito, è previsto per il 2020. Nel 2018, Canon ha lanciato un sensore di immagine da 120 MP come parte delle sue ultime offerte BtoB.

### Stampanti
Per molti anni, Canon è stata il principale produttore dei motori di stampa presenti nelle stampanti laser standard del settore. I primi modelli di Apple LaserWriter e dei prodotti equivalenti realizzati da HP utilizzavano il motore Canon LBP-CX. I modelli successivi (serie LaserWriter II, serie LaserJet II) utilizzavano il motore Canon LBP-SX e quelli ancora successivi i motori Canon LBP-LX, LBP-EX, LBP-PX e molti altri.

Dopo l'acquisizione da parte di Canon del produttore olandese di stampa digitale Océ nel 2010, Canon ha continuato a sviluppare e produrre sistemi di stampa, inizialmente con il marchio Océ. Il 1º gennaio 2020 la società Océ è stata ufficialmente ribattezzata Canon Production Printing.

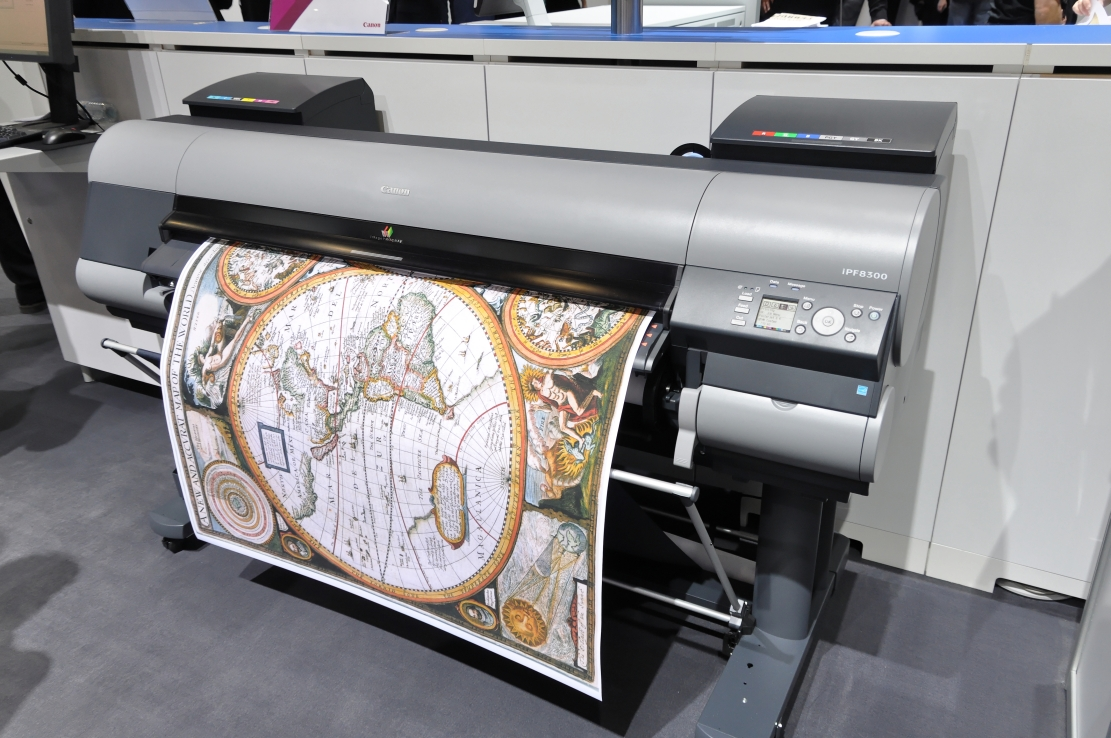
Una stampante Canon per grandi formati
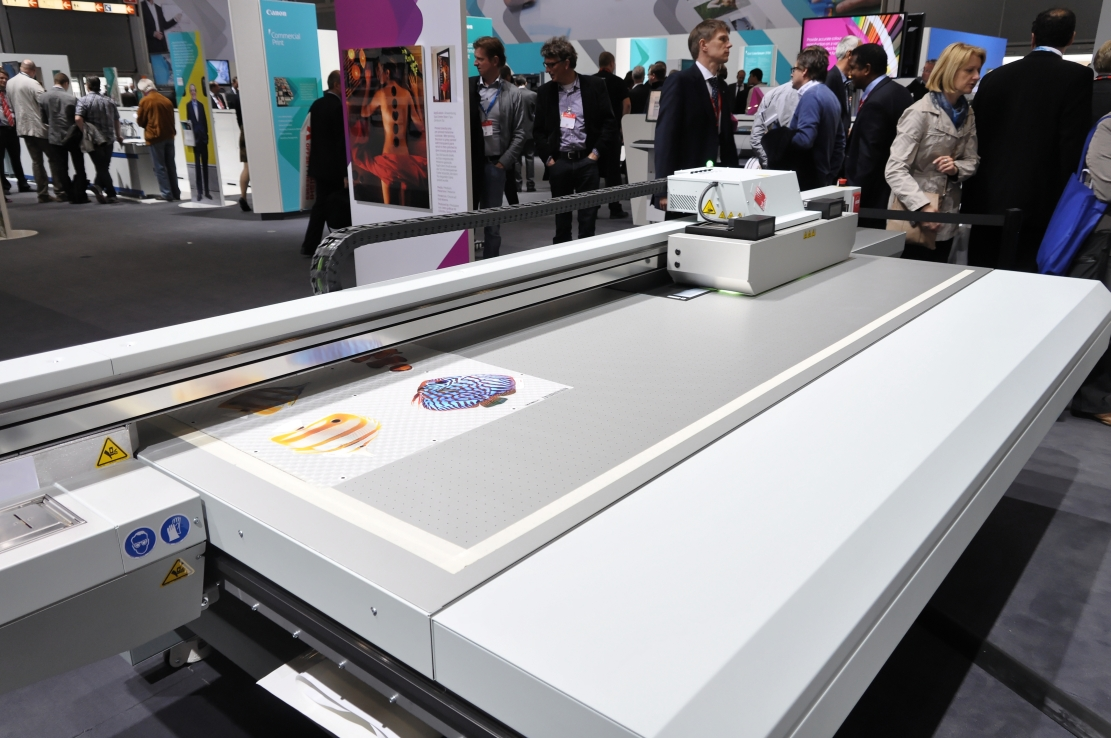
Una stampante Canon di largo formato
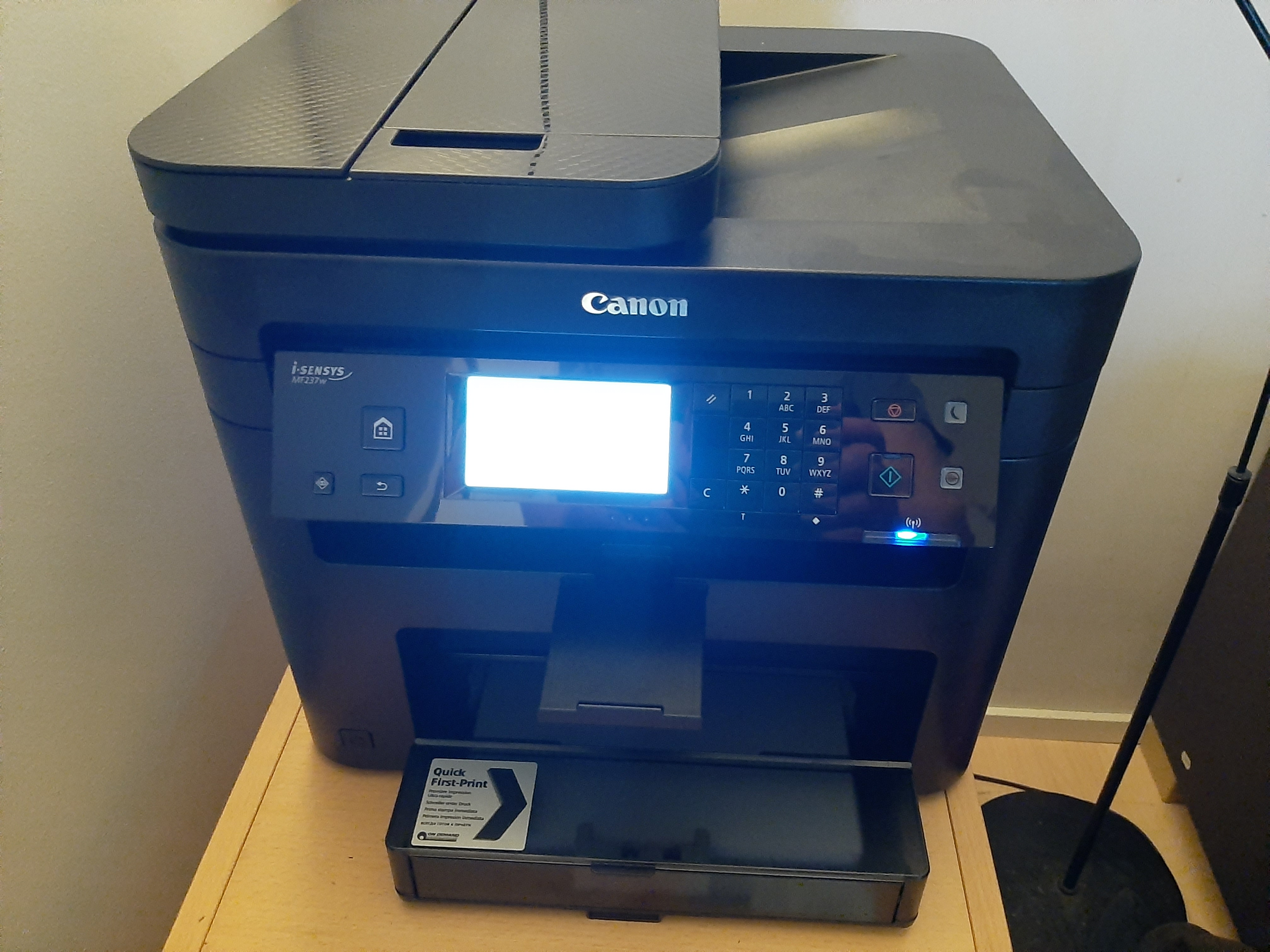
Canon i-Sensys MF237w

### Copiatrici digitali
La divisione più grande di Canon in termini di entrate è la divisione fotocopiatrici multifunzione. Canon distribuisce la sua linea imageCLASS consumer e home office attraverso punti vendita al dettaglio e la serie imageRUNNER di livello professionale attraverso la controllata Canon Solutions America e distributori indipendenti. La serie di livello professionale spazia dai piccoli top da tavolo alle grandi macchine da stampa digitali.

### Scanner
Canon produce un'ampia gamma di scanner piani, scanner per pellicole e scanner per documenti ad uso domestico e aziendale, incluso il Canon Canoscan 8800F. Alcuni dei suoi scanner utilizzano la tecnologia LED inDirect Exposure (LiDE), che consente di evitare un'alimentazione di corrente a sé stante e di poter sfruttare la porta USB anche per alimentare lo scanner.

Le stampanti attuali utilizzano il protocollo proprietario BJNP (USB su porta IP 8611).

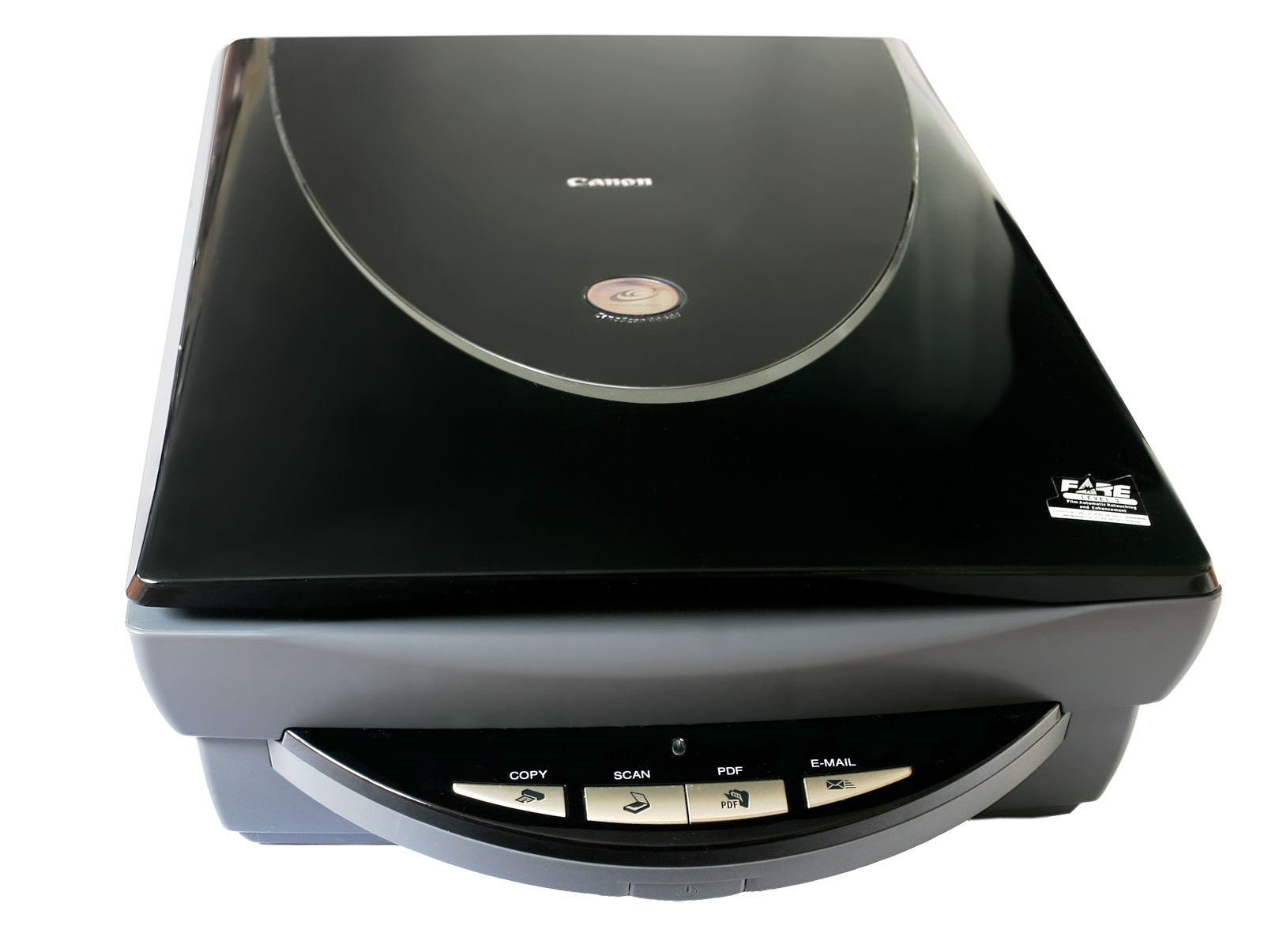
Uno scanner Canon CanoScan 9950F
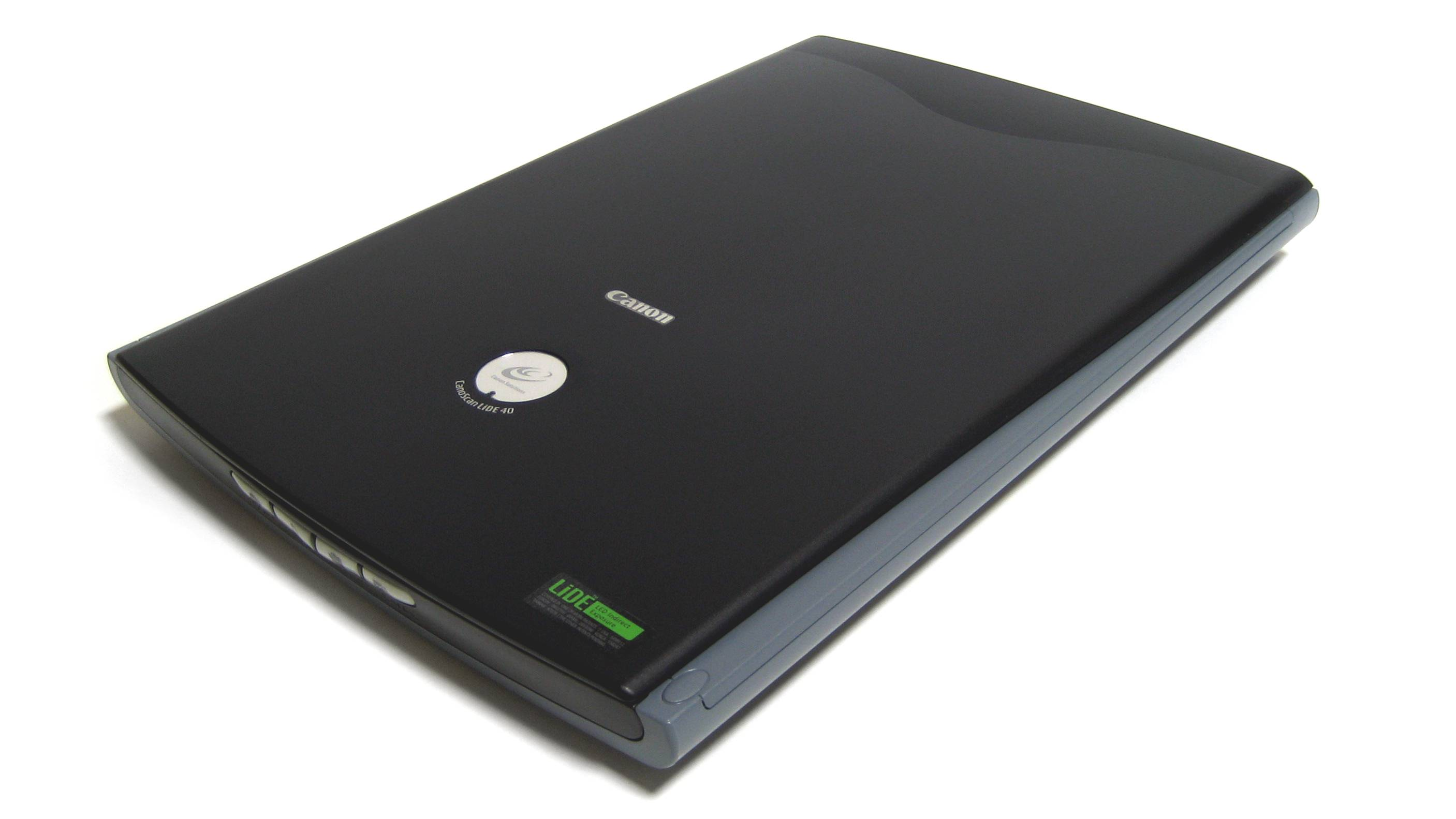
Un Canon CanoScan LiDE40

### Calcolatrici
Canon produce un'ampia gamma di calcolatrici per varie applicazioni, comprese calcolatrici portatili, calcolatrici da tavolo, calcolatrici da stampa e calcolatrici scientifiche. Un modello era il Canola 130 del 1964. Aveva 13 cifre, come risultato di ricerche di mercato. Il motivo del numero dispari di cifre si basava sulla vendita alla banca centrale giapponese. Dato il basso valore dello yen giapponese, le 13 cifre erano un requisito previsto dalle banche.
La calcolatrice era costruita con transistor al germanio e il display era un tubo luminoso che dava un formato dispari.

### Visori per la realtà virtuale
Canon sta sviluppando un prototipo di visore per realtà virtuale (Canon VR). Il visore offre un ampio angolo di visione (120°) rispetto ad altri dispositivi VR ma richiede l'uso di maniglie anziché di una cinghia per la testa. Il visore non è ancora disponibile sul mercato. A partire dal 2020, Canon produce e vende visori AR (realtà aumentata) di fascia alta per utenti aziendali.

### Obiettivi
- Canon FD 35-70 mm f/4 AF

## Prodotti fuori produzione

### Computer
Canon ha introdotto due modelli di computer domestici MSX nel 1983, il V-10 e il V-20. Entrambi offrivano solo la gamma minima degli standard MSX senza alcuna funzionalità aggiuntiva. Il V-20 è stato in grado di ricevere i dati di ripresa dalla fotocamera Canon T90 con l'espansione Data Memory Back T90.
Canon ha anche venduto un computer con display a colori Canon AS400 PC 640x480. Era basato sul processore Intel 8086 e utilizzava CP/M o MS-DOS. Le espansioni includevano un disco rigido da 5 MB.

### Stampanti
Nella confezione di vendita di alcune stampanti, Canon includeva TrueType Font Pack, un disco floppy contenente 20 tipi di carattere (American Text BT, Americana Bold BT, Broadway BT, Charter Black BT, Charter Black Italic BT, Charter BT, Charter Italic BT, Cloister Black BT, Cooper Black BT, Dom Casual BT, English 157 BT, Fraktur BT, Impress BT, Informal 011 BT, PosterBodoni BT, Raleigh Demi Bold BT, Schadow Black Condensed BT, Seagull Heavy BT, Staccato 555 BT, Umbra BT), ideali per la creazione di documenti di diverso tipo, come testi, diplomi e fumetti.

## Operazioni
A partire dal 2020, Canon è organizzata in quattro principali segmenti di business:
1. l'Office Business Unit (i cui prodotti comprendono fotocopiatrici, stampanti di produzione digitale, stampanti inkjet di grande formato, stampanti laser e dispositivi multifunzione);
2. l'Imaging System Business Unit (i cui prodotti comprendono apparecchiature di trasmissione, calcolatrici, fotocamere digitali compatte, fotocamere reflex digitali, videocamere digitali, scanner di immagini, obiettivi intercambiabili, stampanti a getto d'inchiostro multifunzione e a funzione singola);
3. la Medical System Business Unit (i cui prodotti comprendono un'ampia gamma di apparecchiature mediche, come apparecchiature oftalmiche, TC, scanner a ultrasuoni e MRI);
4. l'Industry and Others Business Unit (i cui prodotti includono computer, terminali portatili, testine magnetiche, micromotori, apparecchiature per litografia con display a schermo piatto, apparecchiature per litografia a semiconduttori e telecamere di rete).

Canon Inc. ha 383 società controllate al 30 giugno 2017. Il numero include le filiali di seconda generazione, ad esempio Canon IT Solutions Inc.

Il 26 dicembre 2003, Canon Inc. ha annunciato piani di ristrutturazione per tre società nazionali del gruppo Canon. La ristrutturazione ha comportato la fusione di due società e lo scorporo di una.

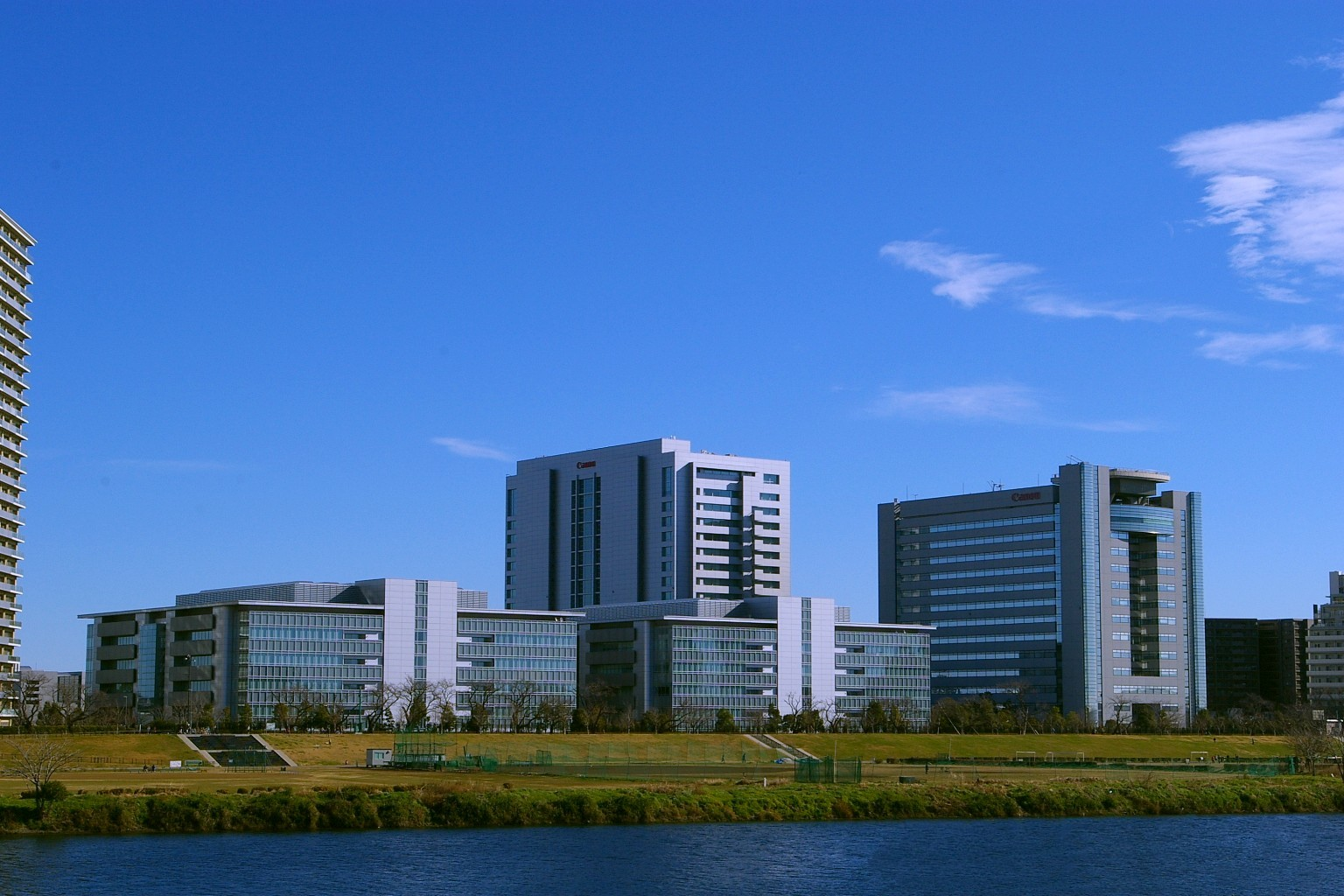
Sede mondiale Canon a Tokyo
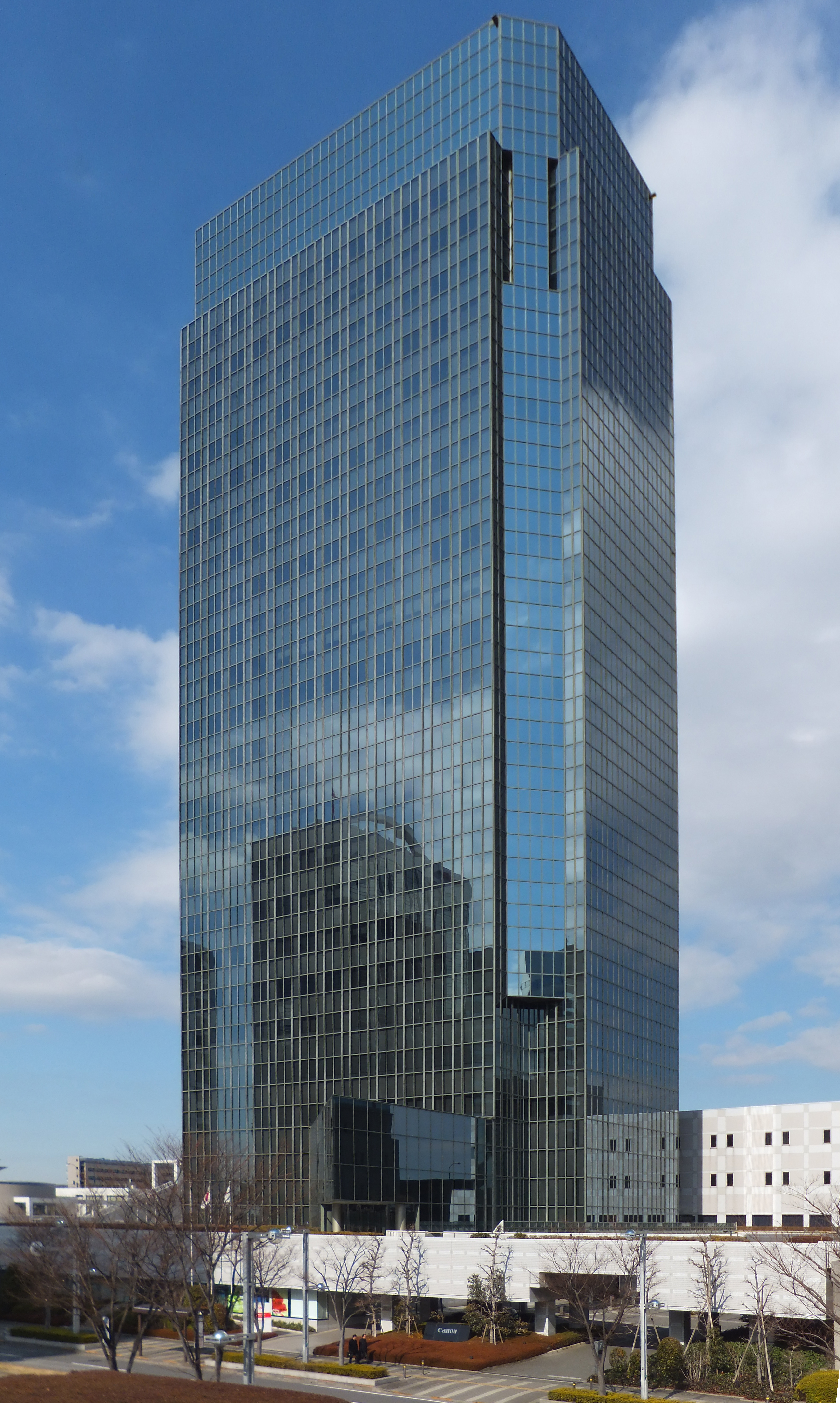
L'edificio Canon Marketing a Makuhari, in Giappone
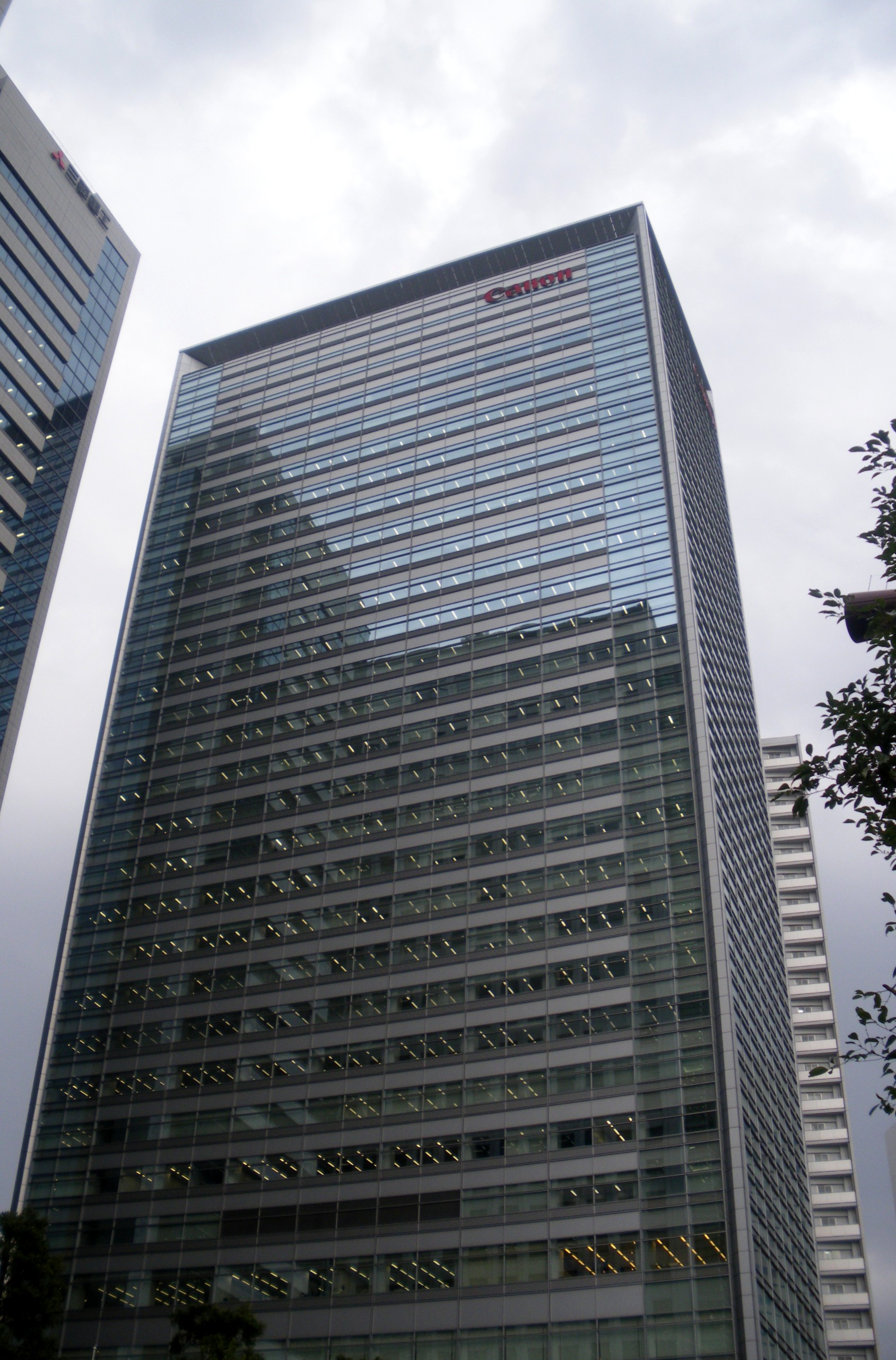
La Canon S Tower a Konan, Minato, Tokyo
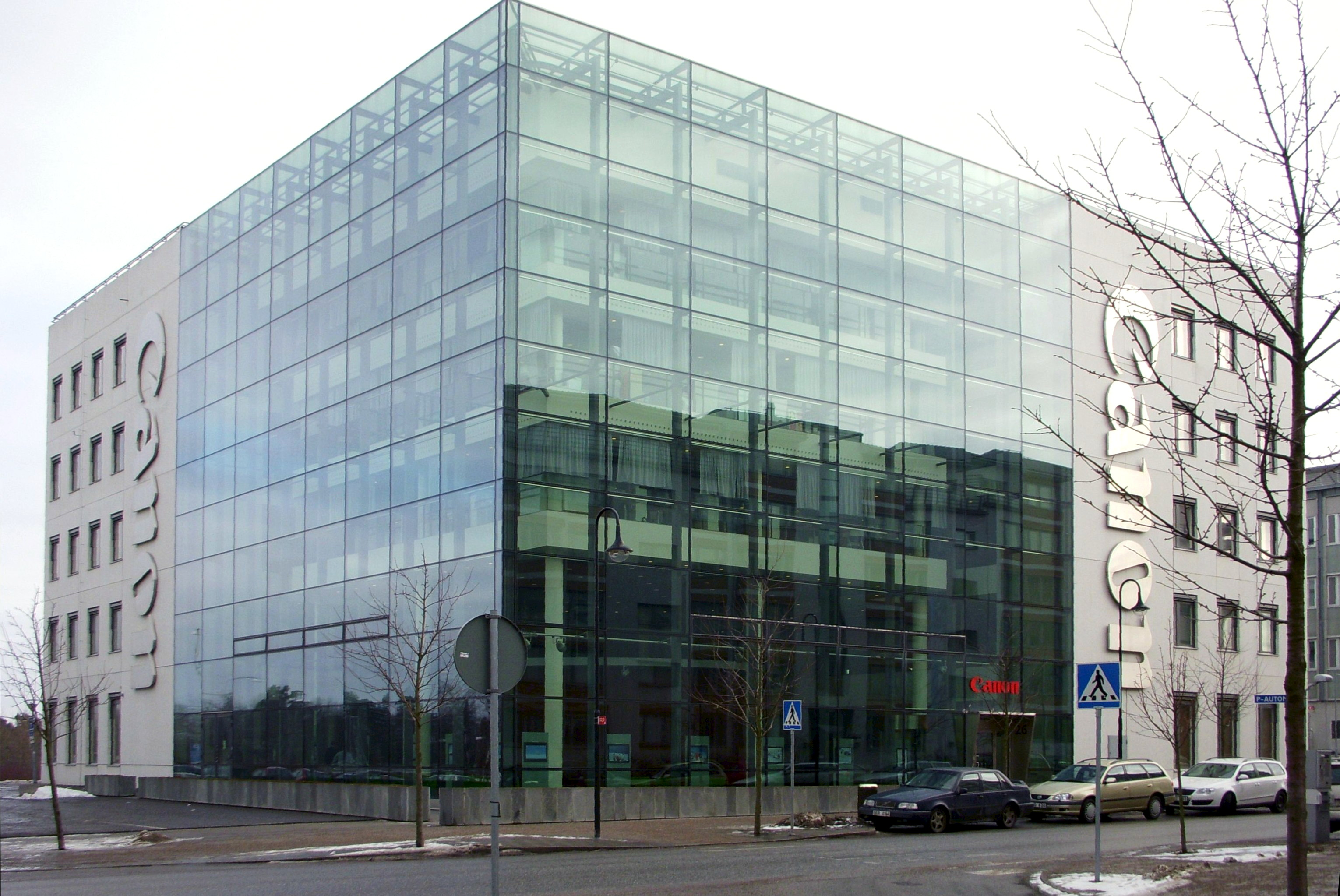
Canonhuset a Frösunda, Svezia

## Record ambientale
Un rapporto dell'organizzazione ambientale Clean Air-Cool Planet colloca Canon in cima alla lista di 56 aziende del sondaggio condotto sulle aziende rispettose del clima.

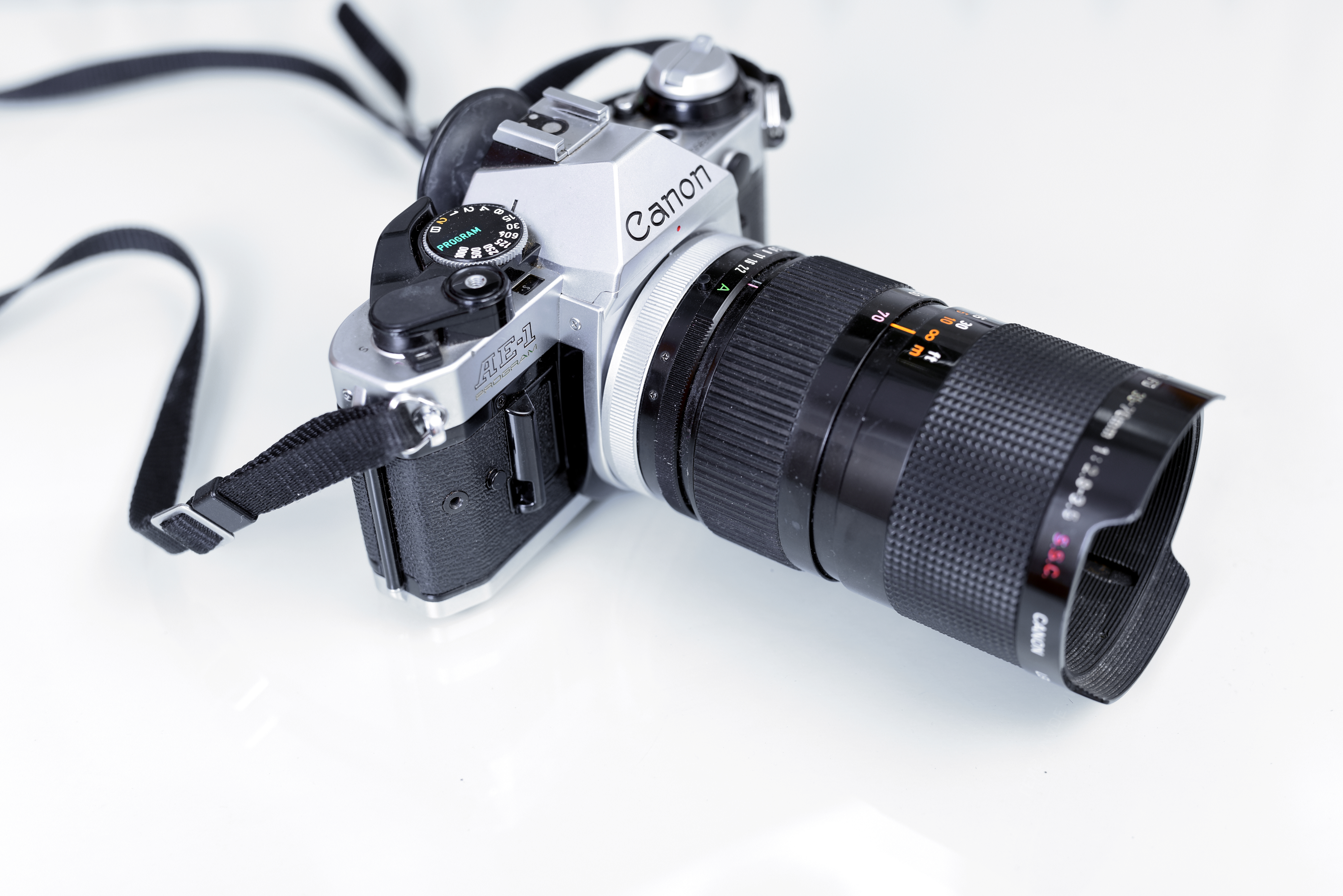
Fotocamera a pellicola AE-1. AE stava per esposizione automatica.

Canon ha lanciato in Europa tre calcolatrici chiamate "Green Calculator", prodotte in parte da fotocopiatrici Canon riciclate.
Il Gruppo Canon ha una carta ambientale che mira a "offrire prodotti con un minore onere ambientale attraverso miglioramenti nell'efficienza delle risorse, eliminando le attività antisociali che minacciano la salute e la sicurezza dell'umanità e dell'ambiente".

## Sponsorizzazioni

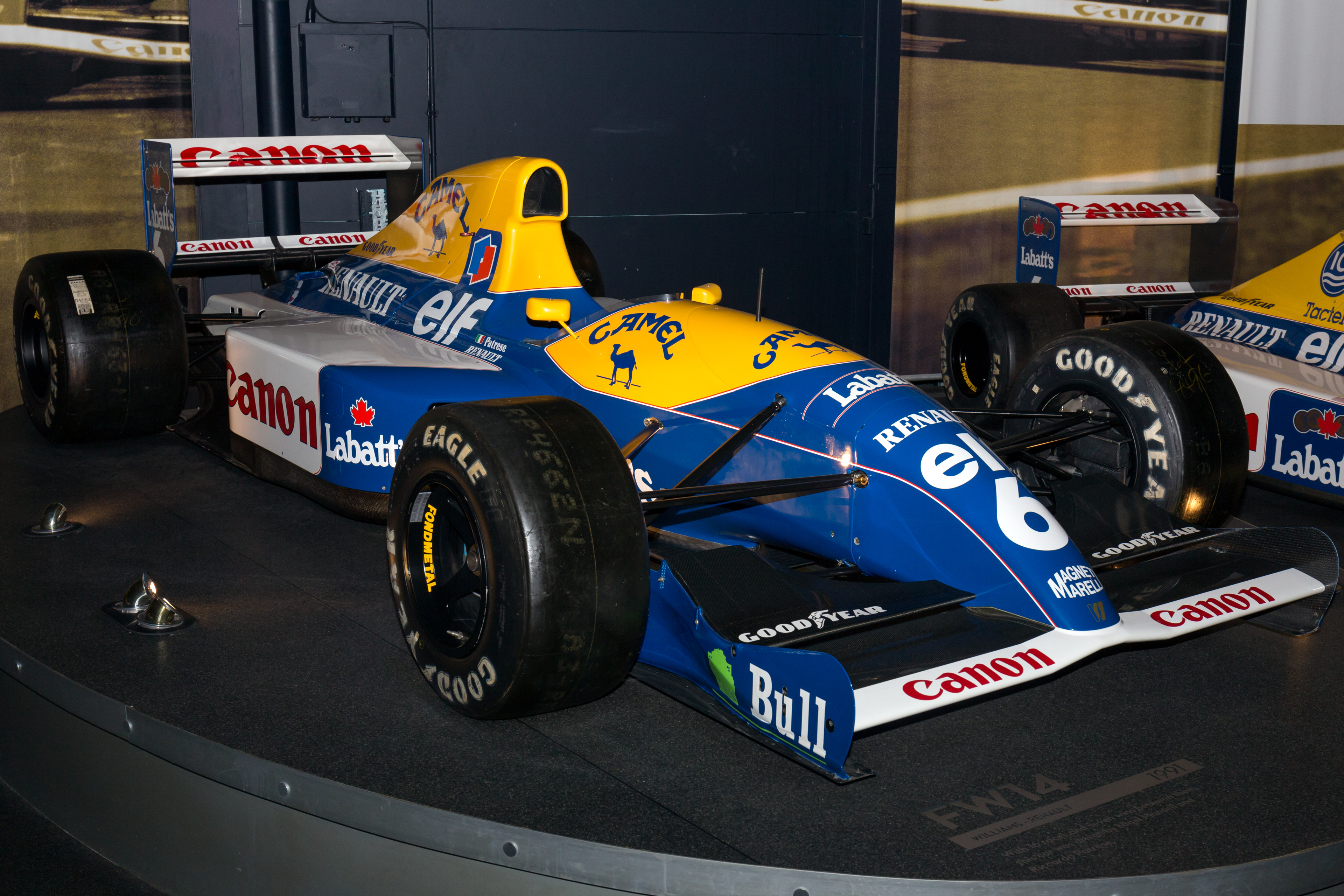
La Williams FW14 sponsorizzata Canon

Nel 1983, arrivò il primo title sponsor del campionato di calcio inglese Football League, che fu chiamato The Canon League dal 1983 al 1986, a cui fece seguito la sponsorizzazione del quotidiano Today. Dal 1967 al 2003 Canon ha sponsorizzato il Greater Hartford Open (ora Travellers Championship).
In Formula 1, Canon sponsorizzò la Williams tra il 1985 e il 1993, periodo nel quale la squadra vide le vittorie dei campionati mondiali piloti per Nelson Piquet (1987), Nigel Mansell (1992) e Alain Prost (1993), vincendo inoltre quattro Campionati del Mondo Costruttori (1986, 1987, 1992, 1993). Nel Gran Premio di Singapore 2009, Canon ha sponsorizzato la Brawn GP.
Tra il 1994 e il 1997 hanno anche sponsorizzato i South Sydney Rabbitohs.
Dal 2006, Canon ha aiutato la Croce Rossa a fornire supporto a 13 Società Nazionali della Croce Rossa in tutta Europa, con particolare attenzione ai progetti per i giovani. Il supporto di Canon includeva contributi finanziari e donazioni di apparecchiature di imaging, comprese fotocamere, fotocopiatrici e dispositivi di radiografia digitale, nonché attività di volontariato.